# Lista över ledamöter av Sveriges riksdags andra kammare 1897–1899

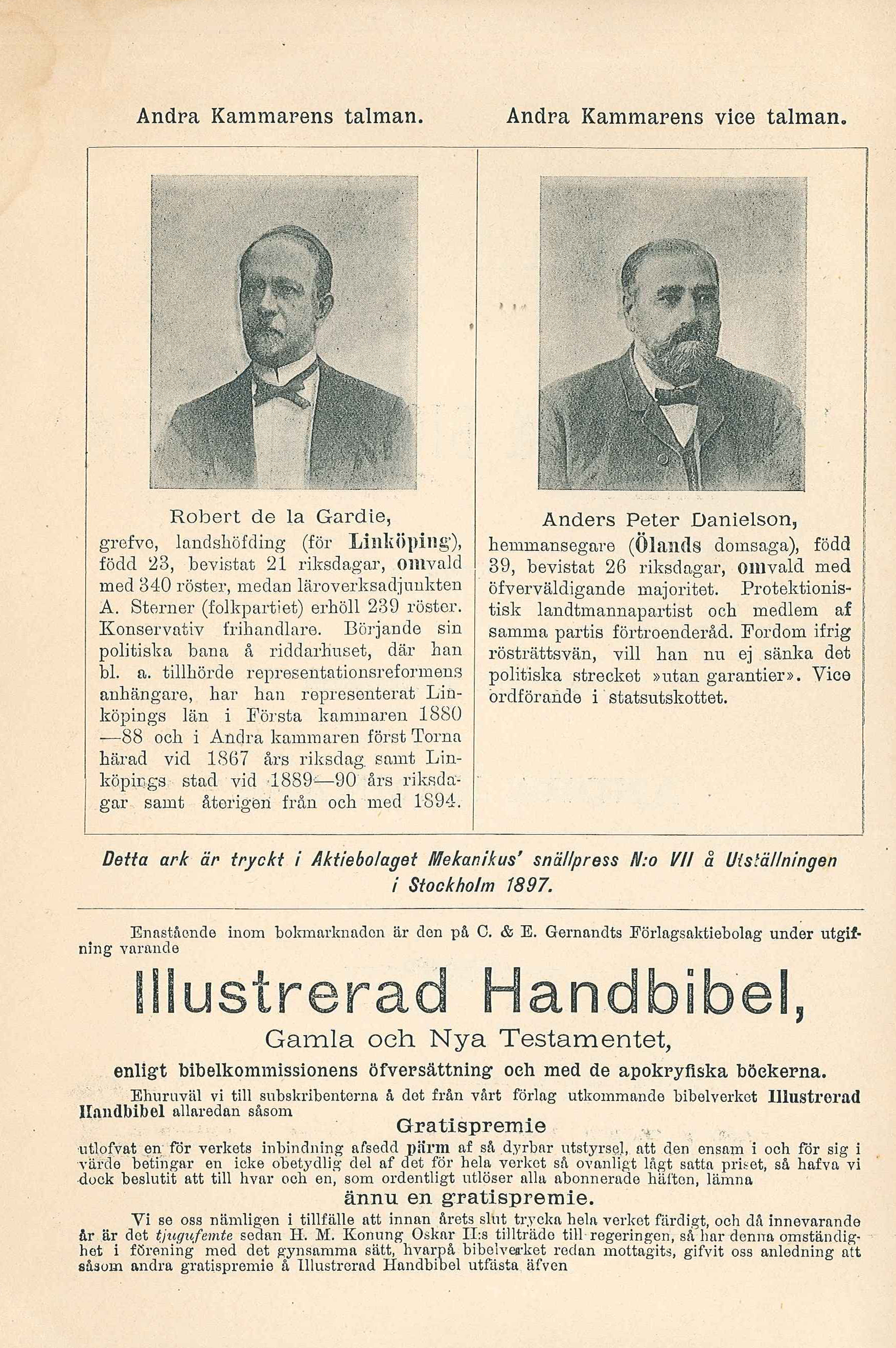
Andre kammarens talman respektive vice talman 1897–1899. Denna och nedanstående bilder hämtade ur ett porträttalbum utgivet av tidningarna Aftonbladet och Dagen 1897.

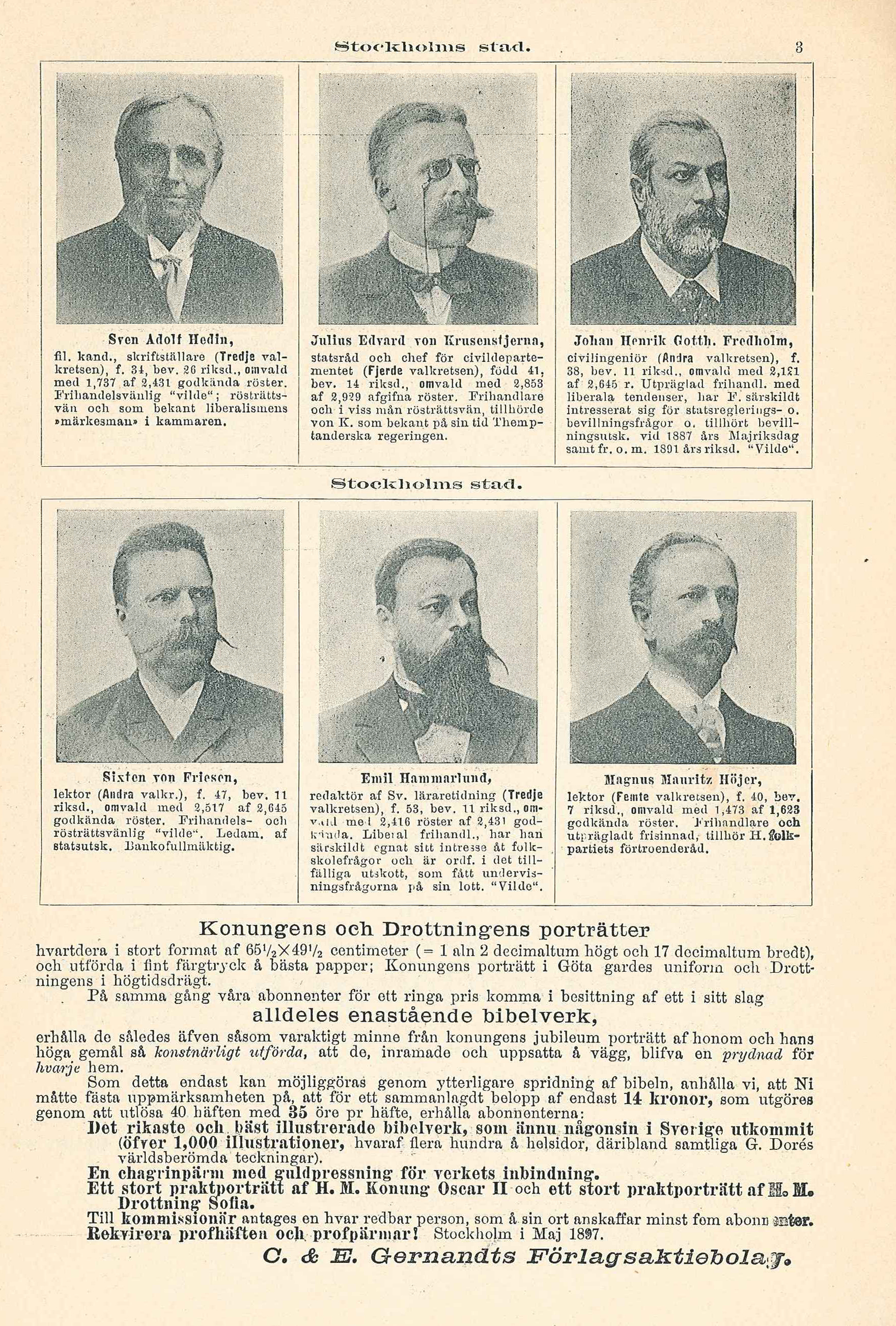
Ledamöter från Stockholms stad (I).

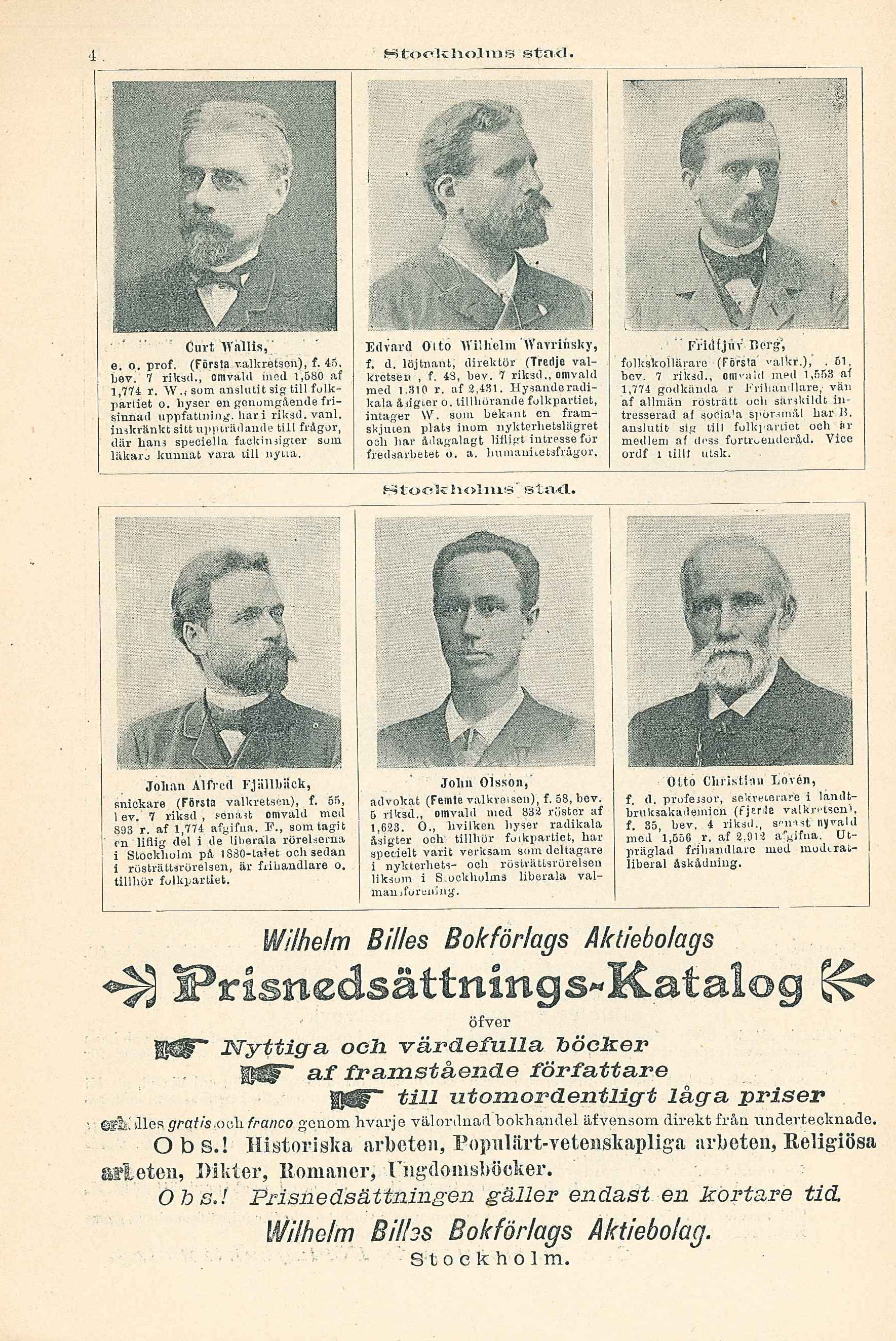
Ledamöter från Stockholms stad (II).

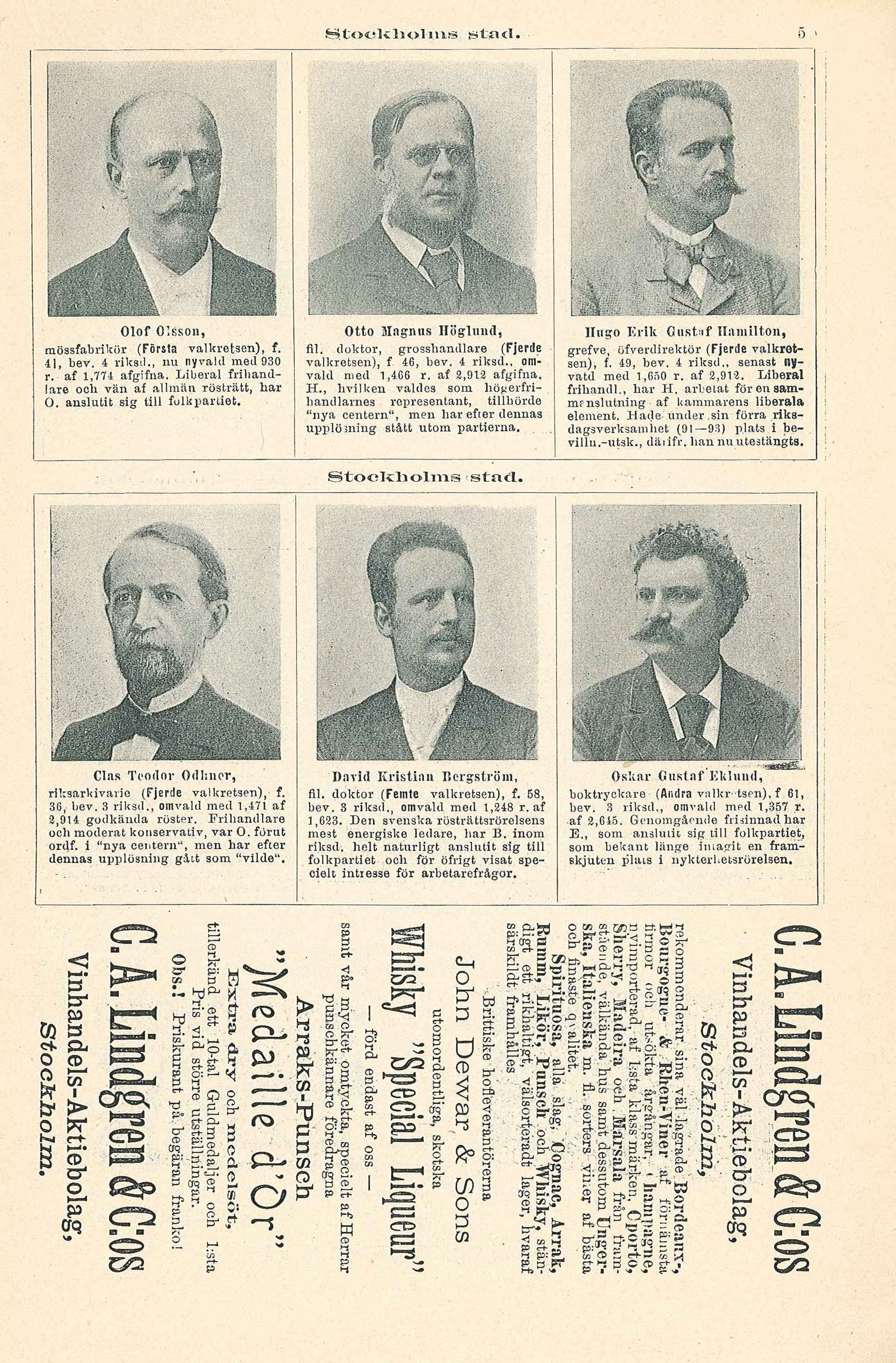
Ledamöter från Stockholms stad (III).

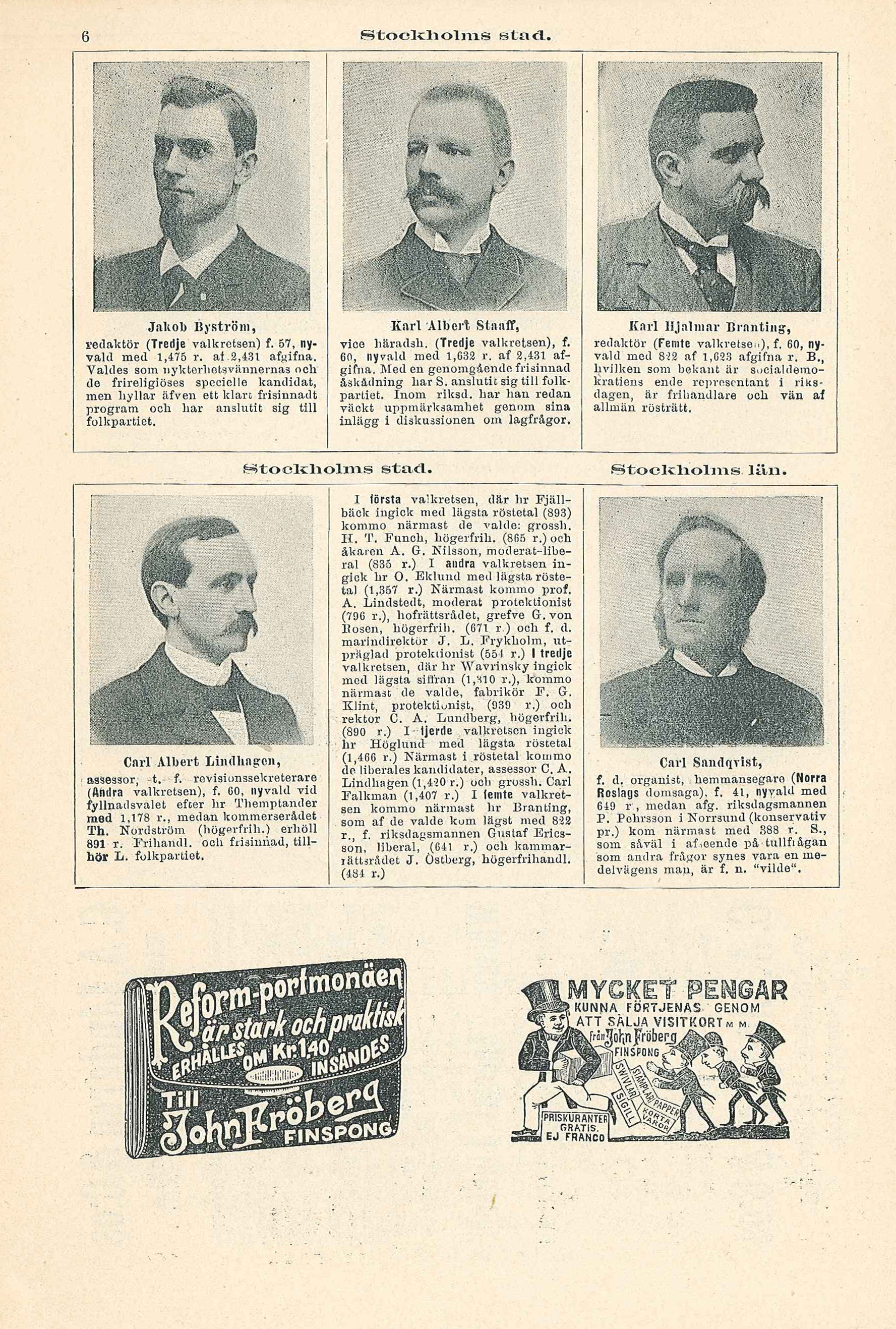
Ledamöter från Stockholms stad (IV) och Stockholms län.

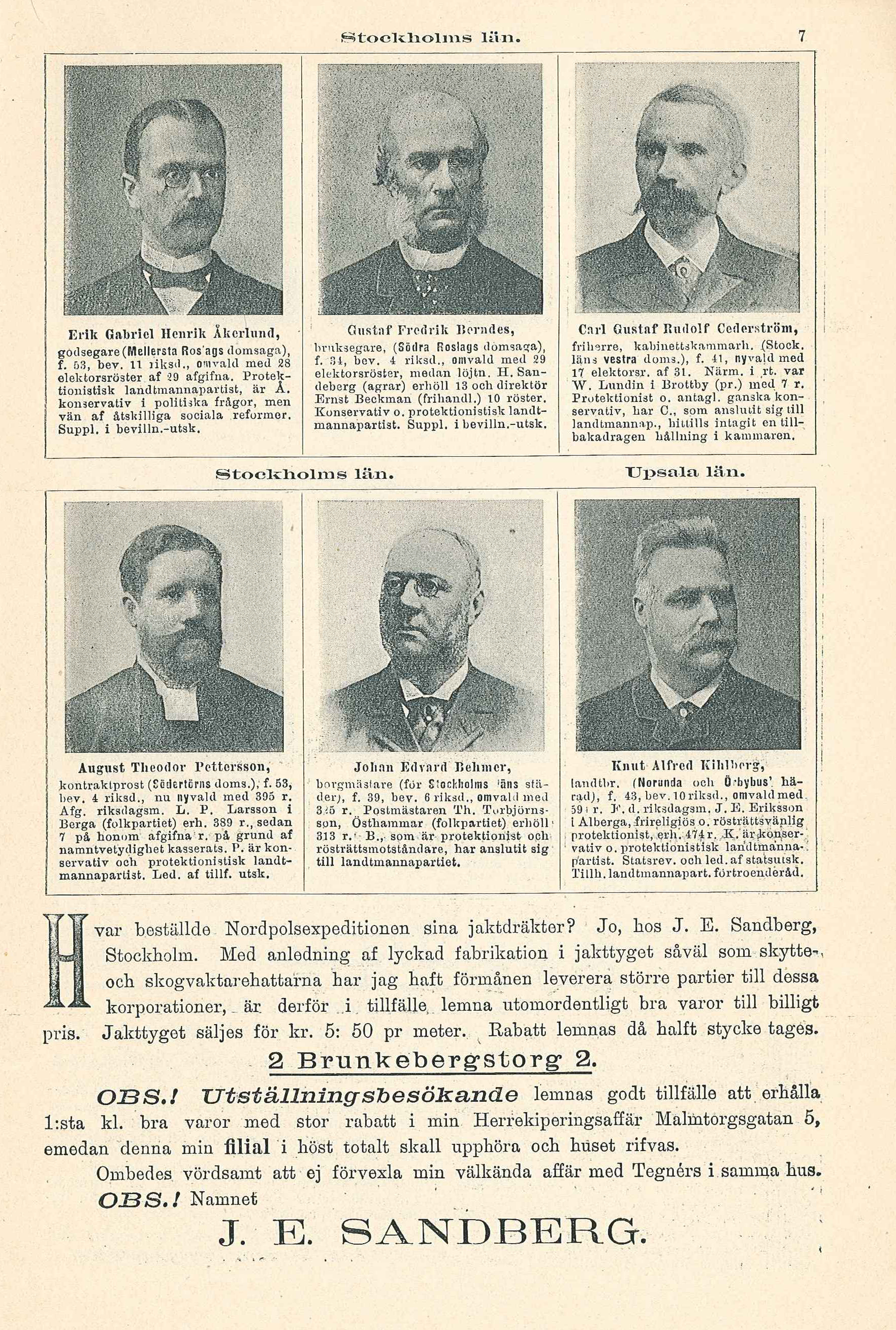
Ledamöter från Stockholms och Uppsala län.

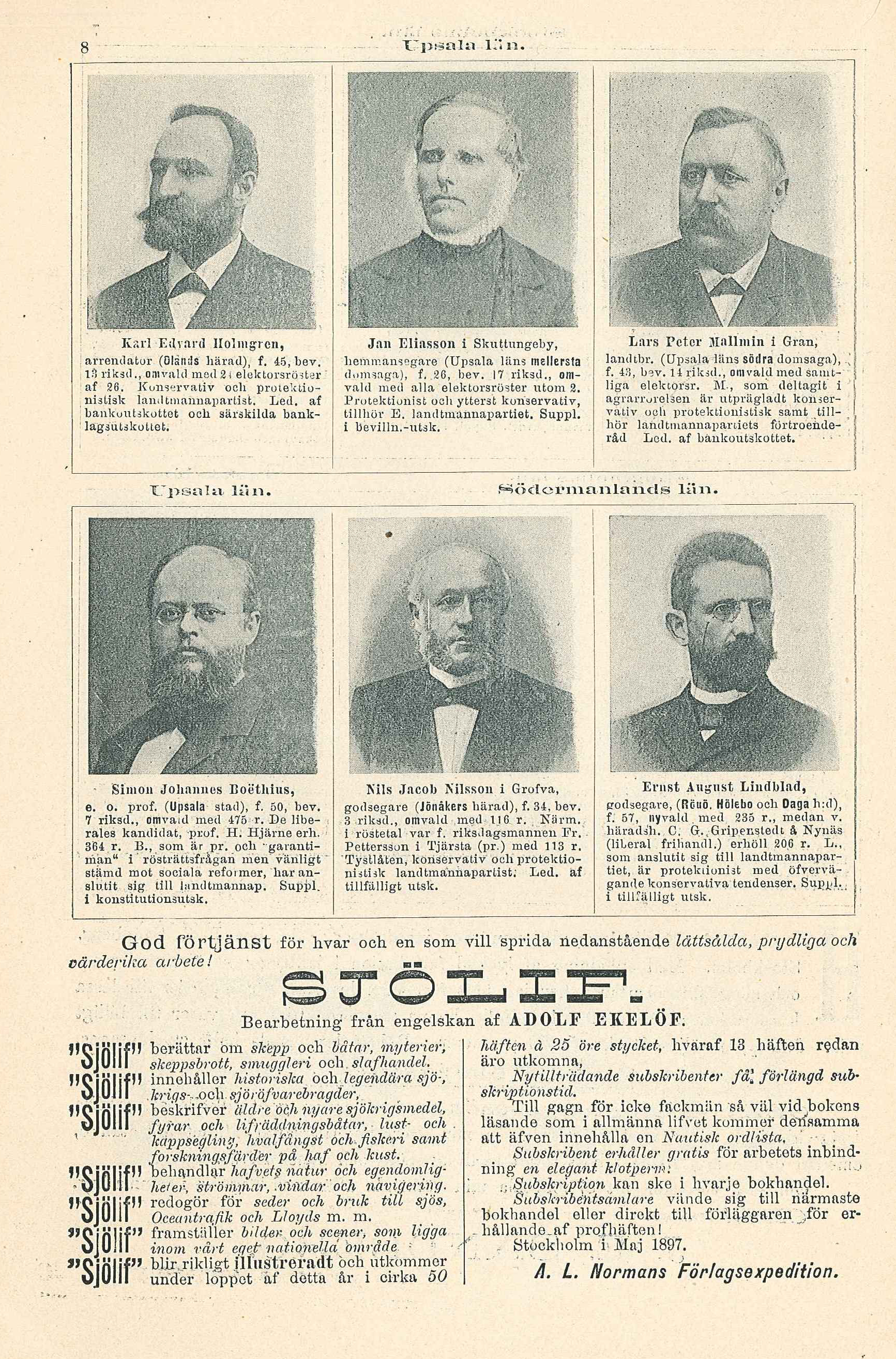
Ledamöter från Uppsala och Södermanlands län.

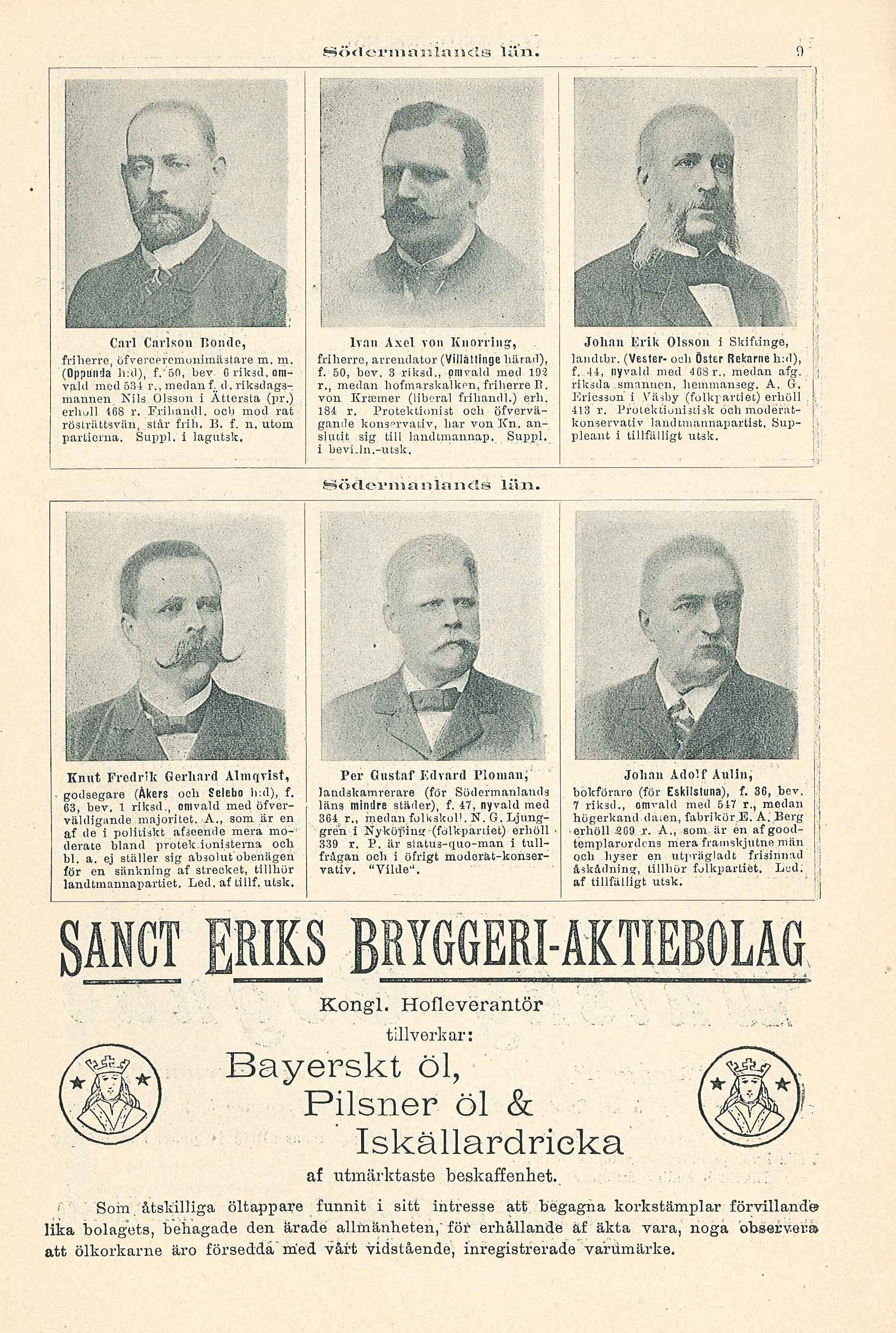
Ledamöter från Södermanlands län.

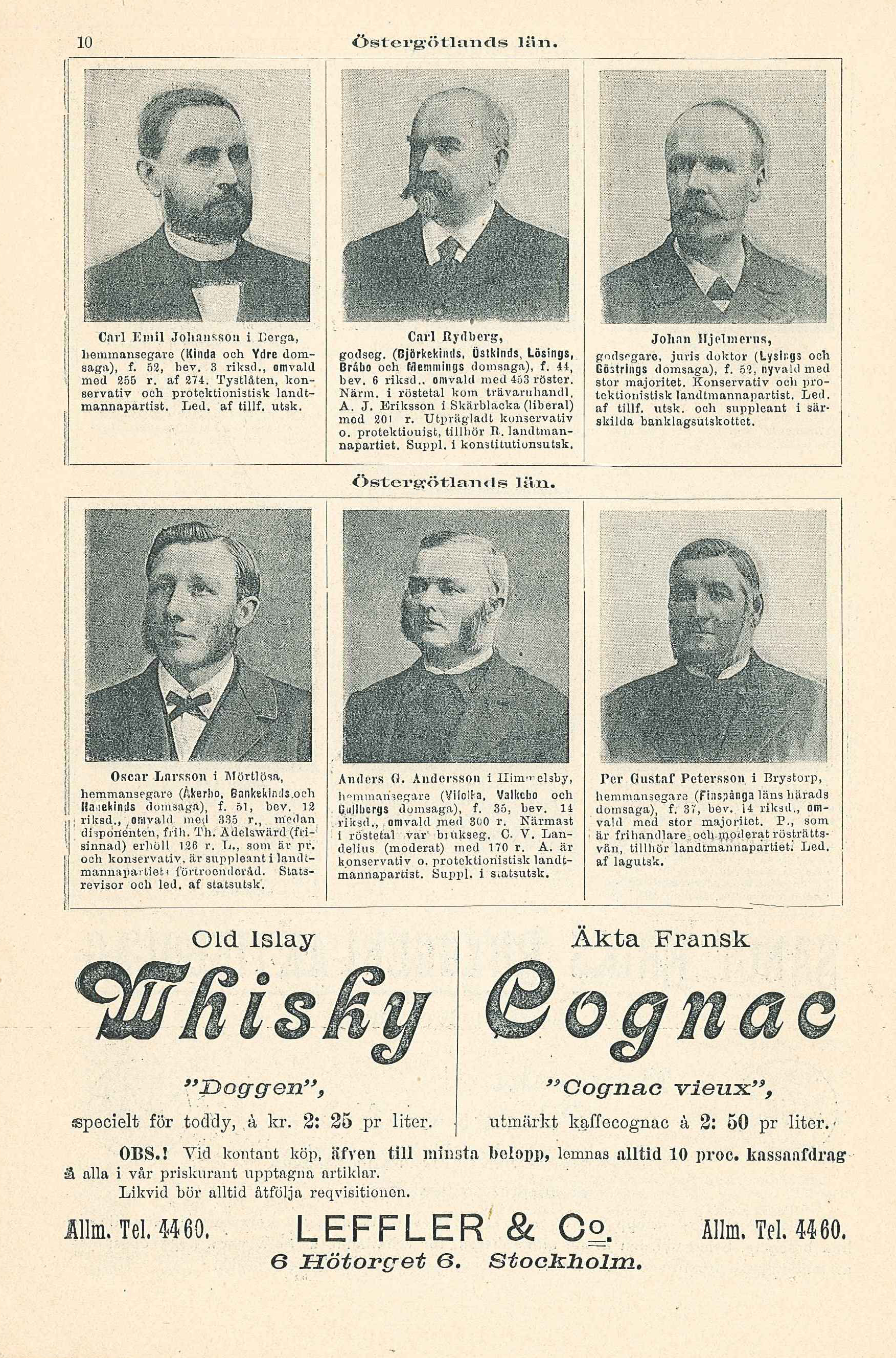
Ledamöter från Östergötlands län (I).

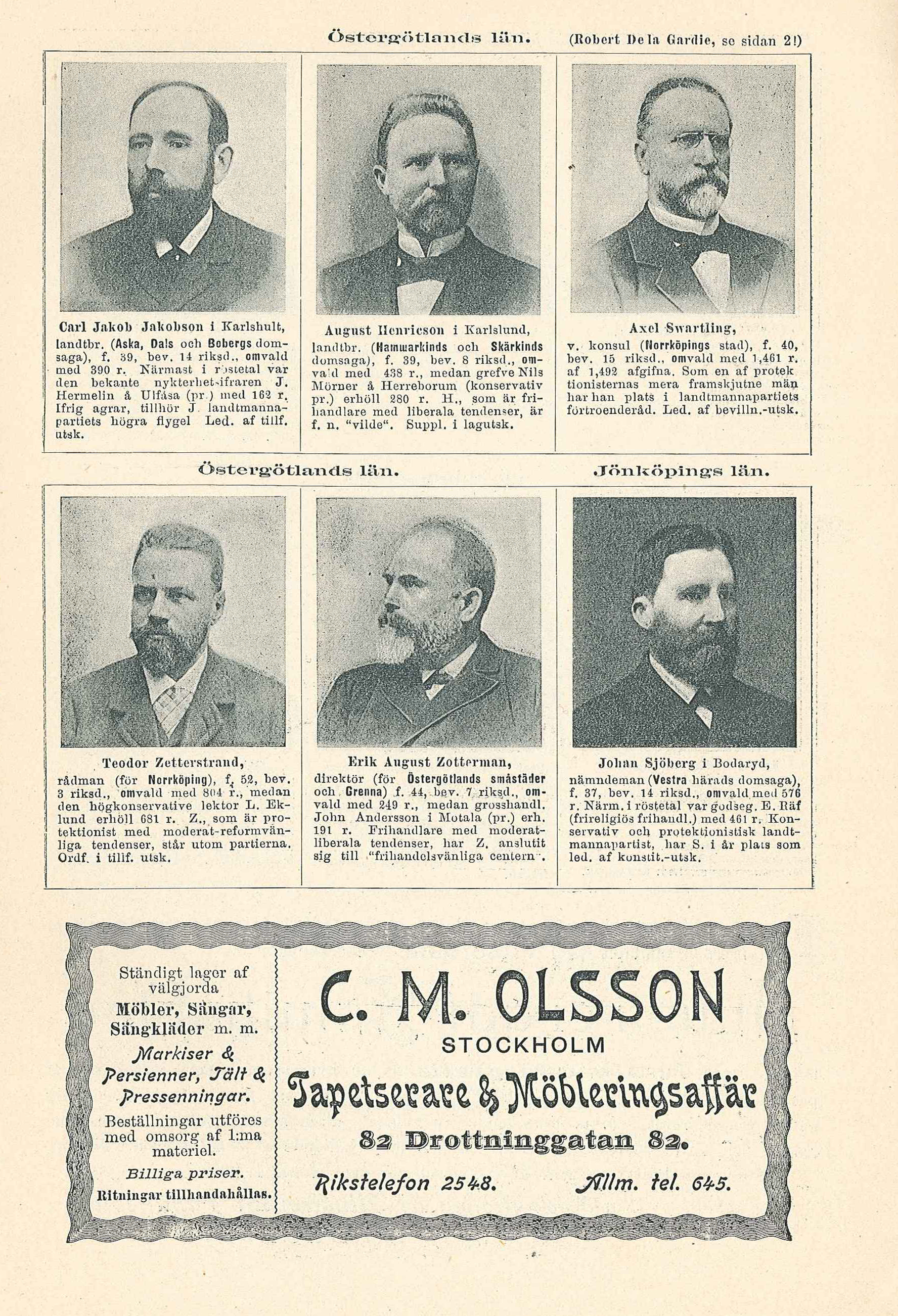
Ledamöter från Östergötlands län (II).

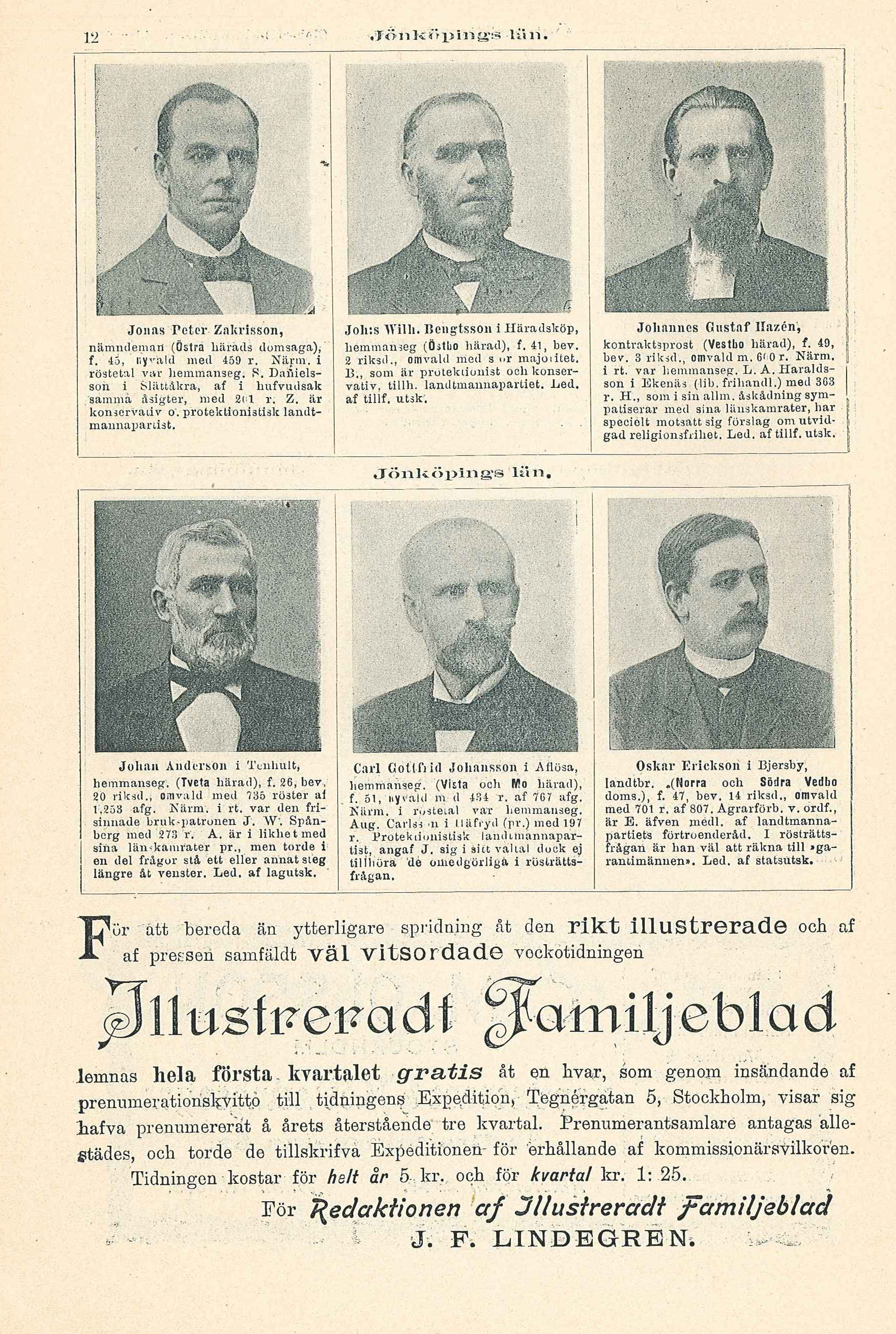
Ledamöter från Jönköpings län.

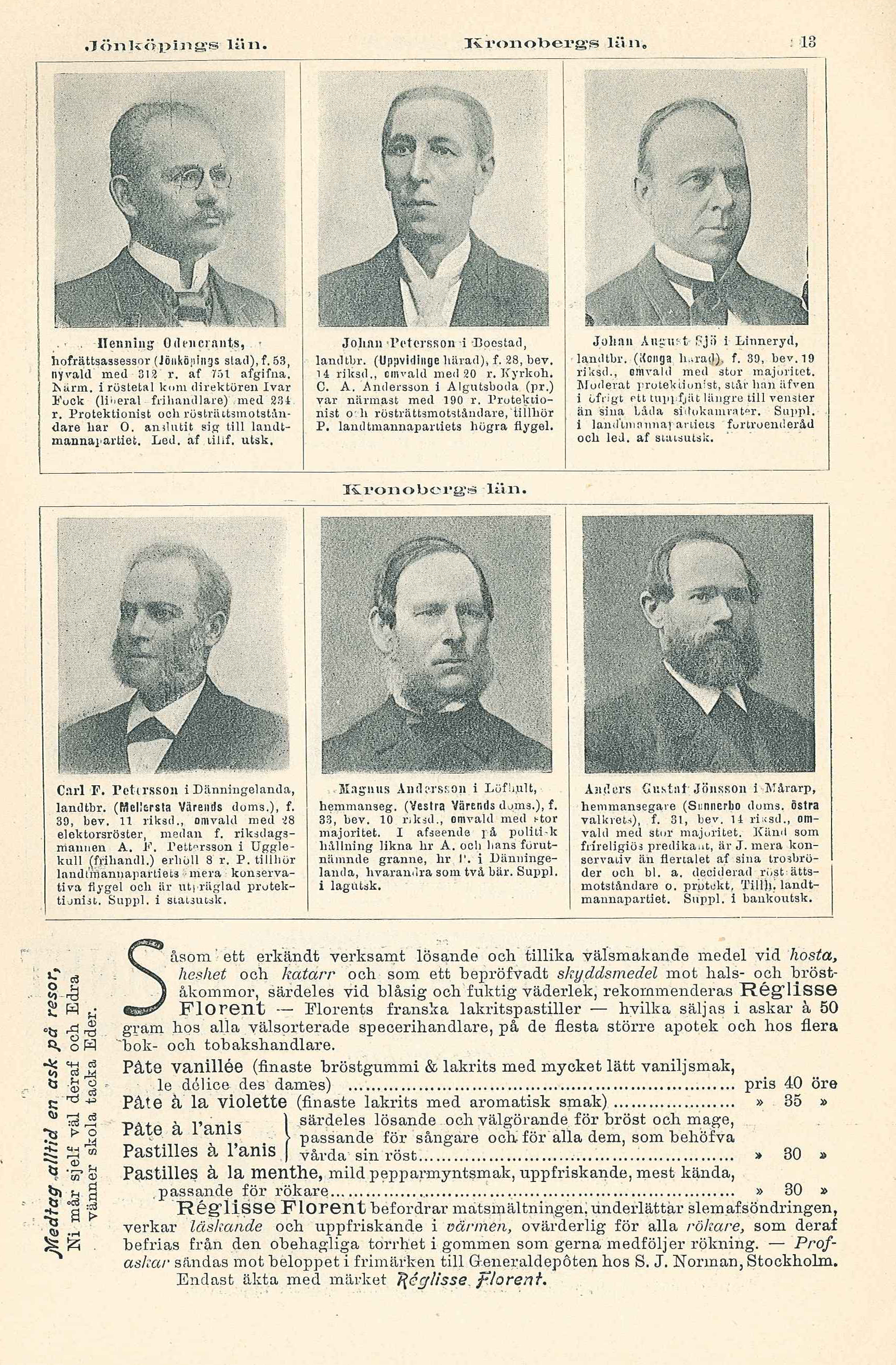
Ledamöter från Jönköpings och Kronobergs län.

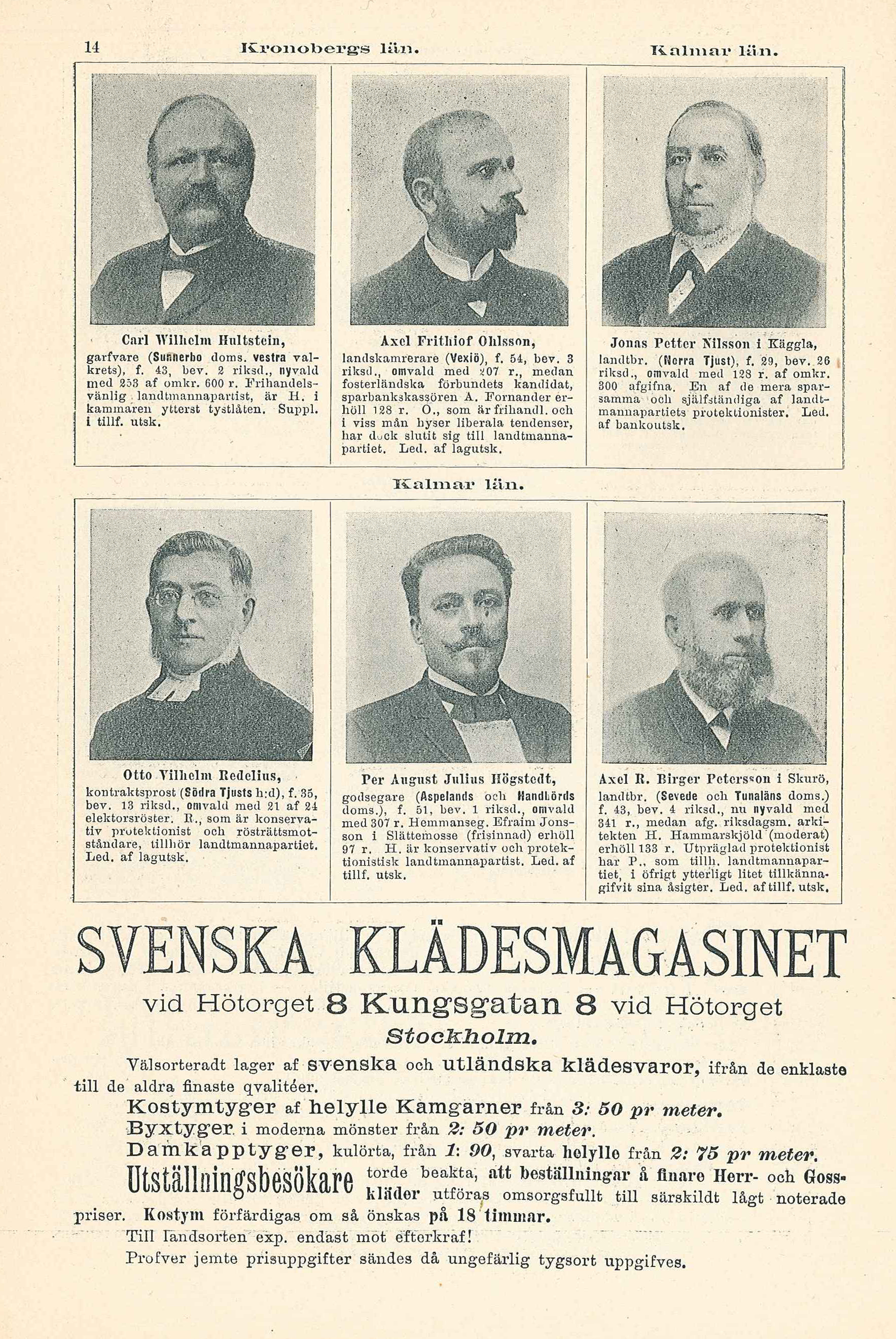
Ledamöter från Kronobergs och Kalmar län.

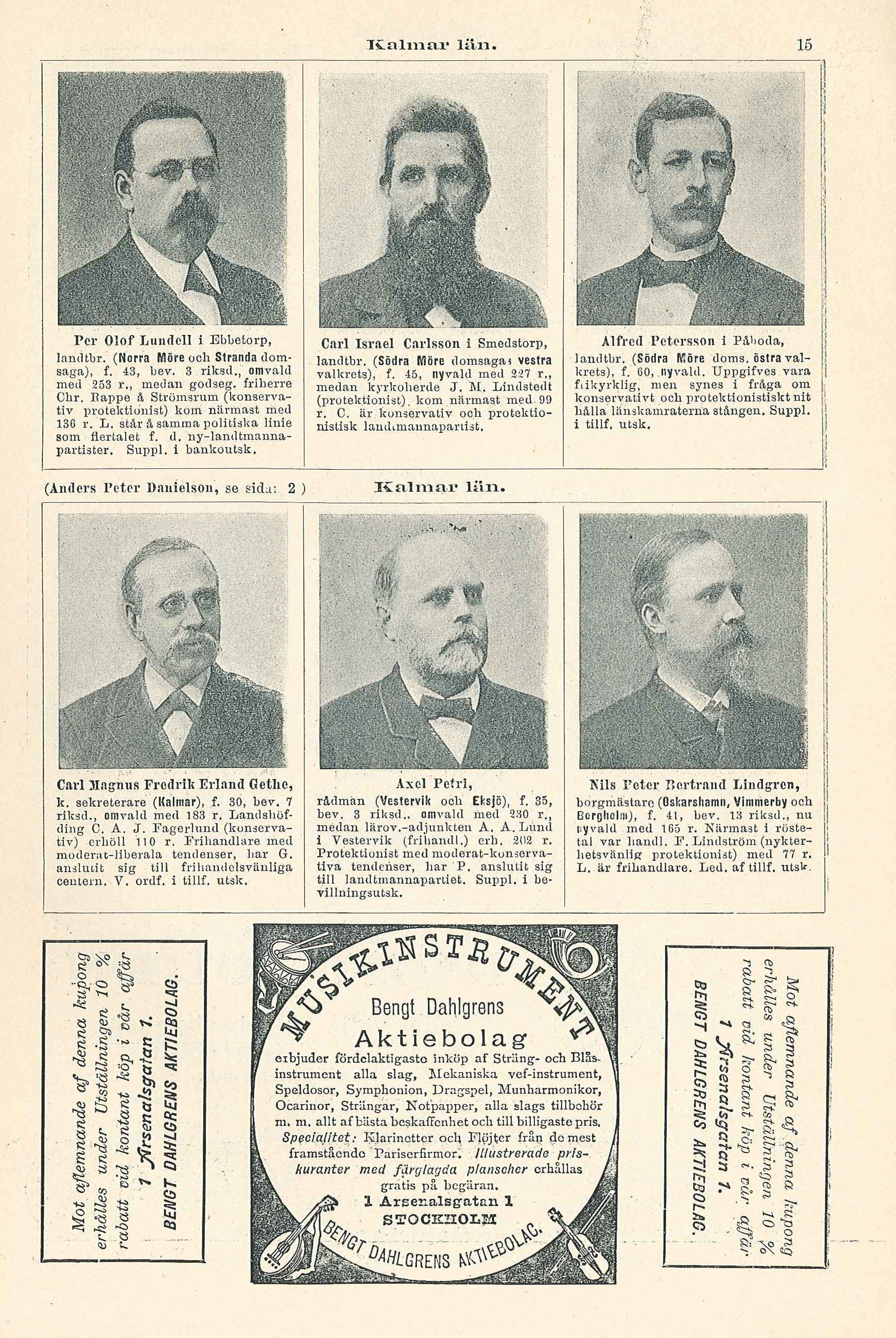
Ledamöter från Kalmar län.

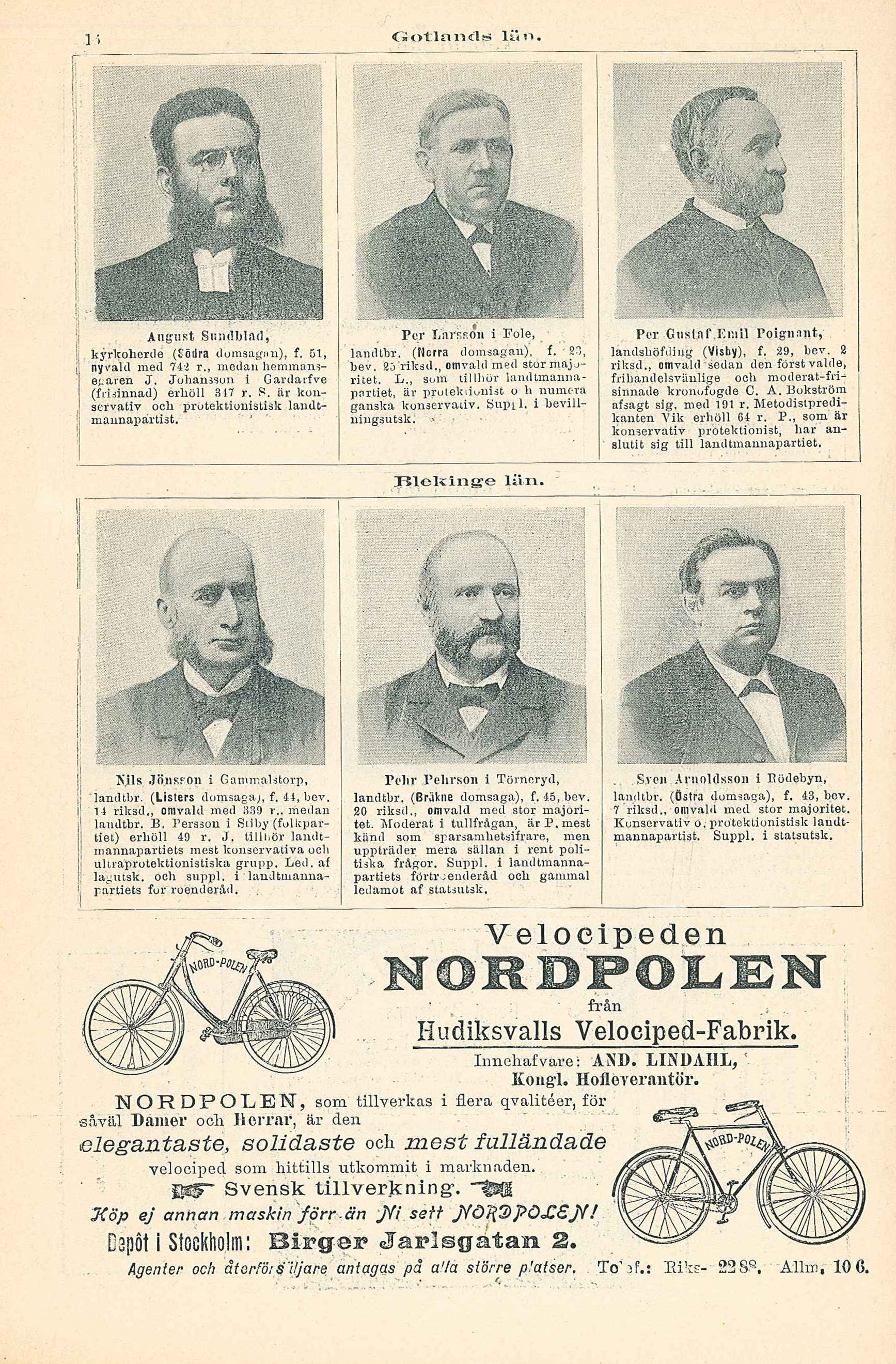
Ledamöter från Gotlands och Blekinge län.

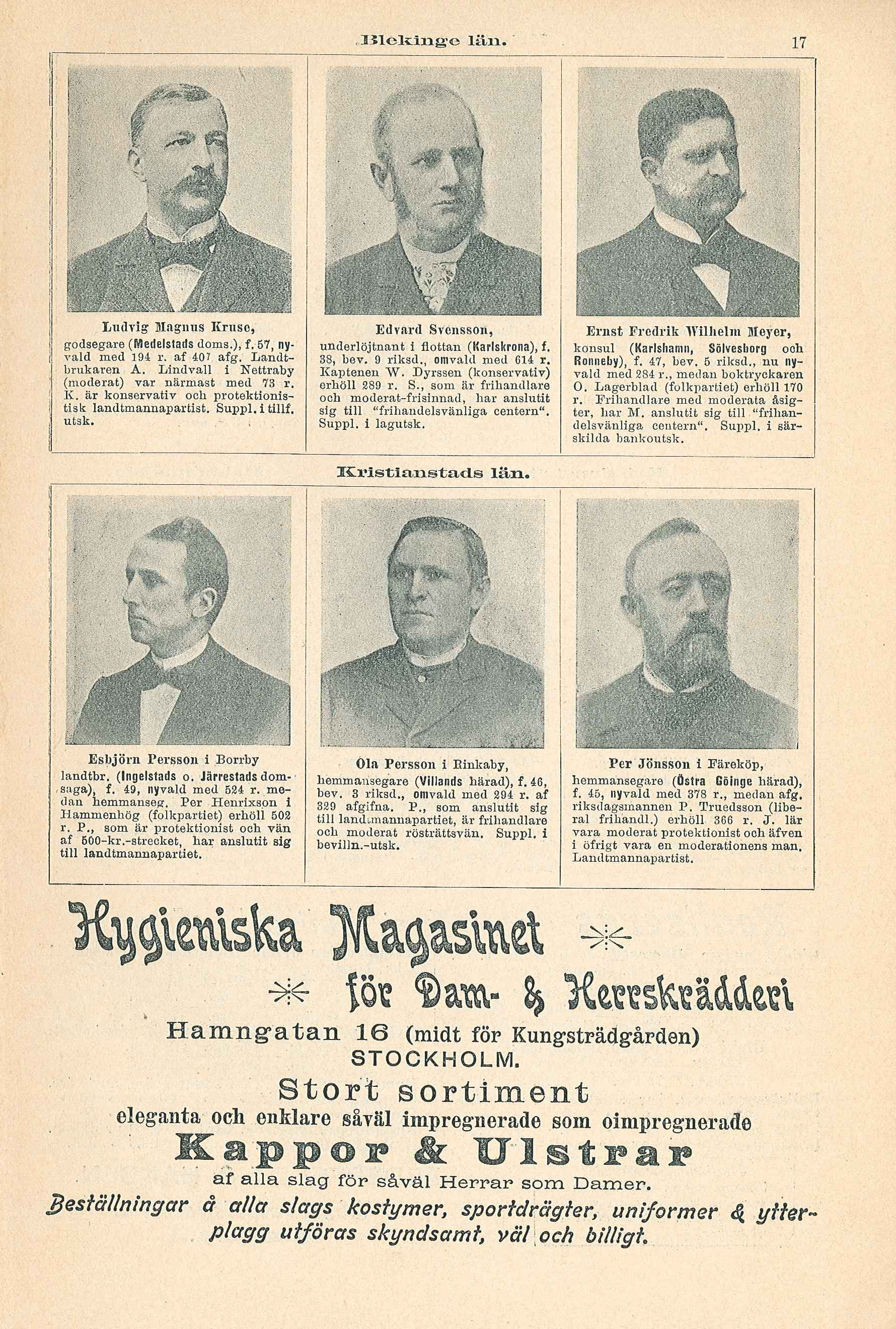
Ledamöter från Blekinge och Kristianstads län.

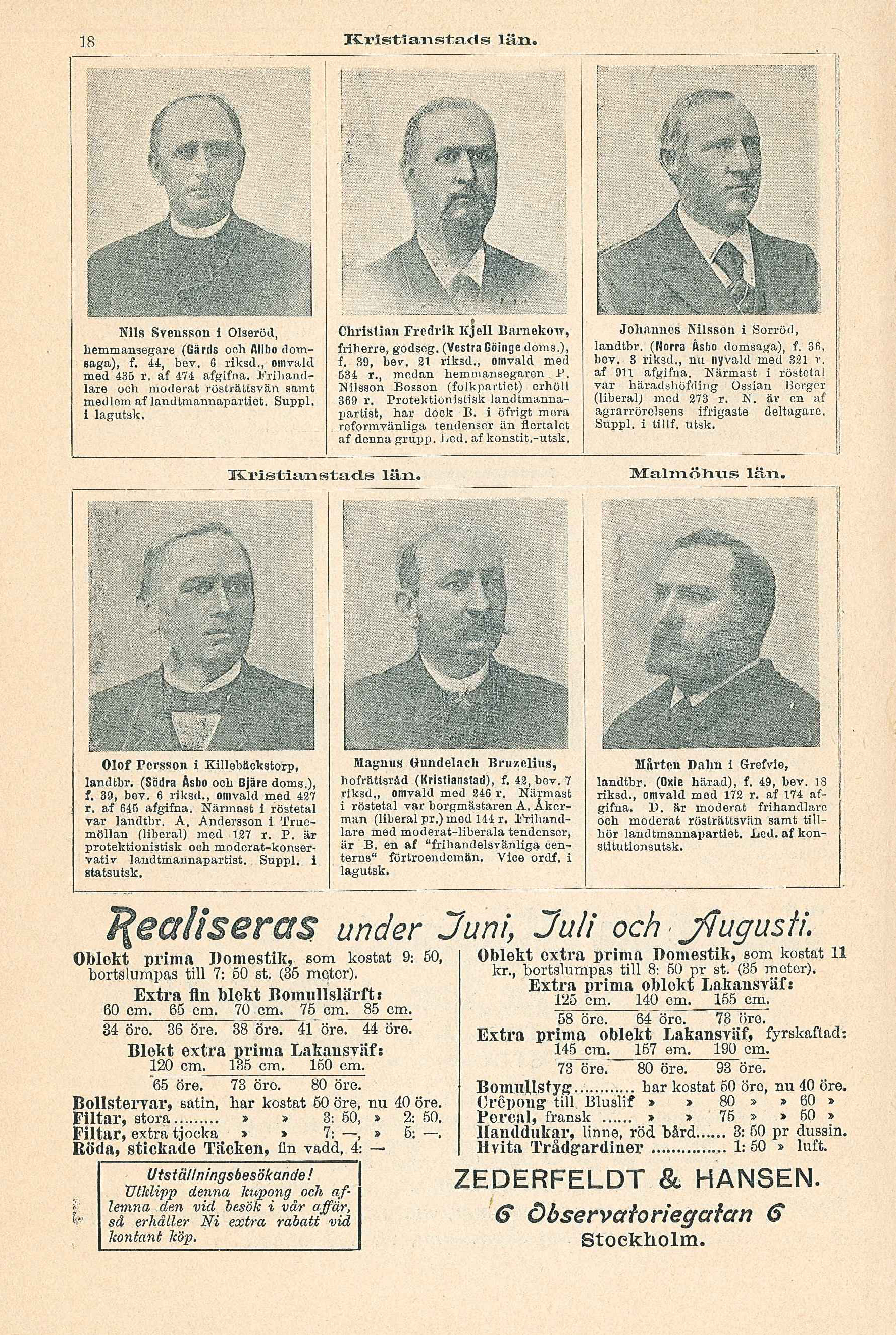
Ledamöter från Kristianstads och Malmöhus län (I).

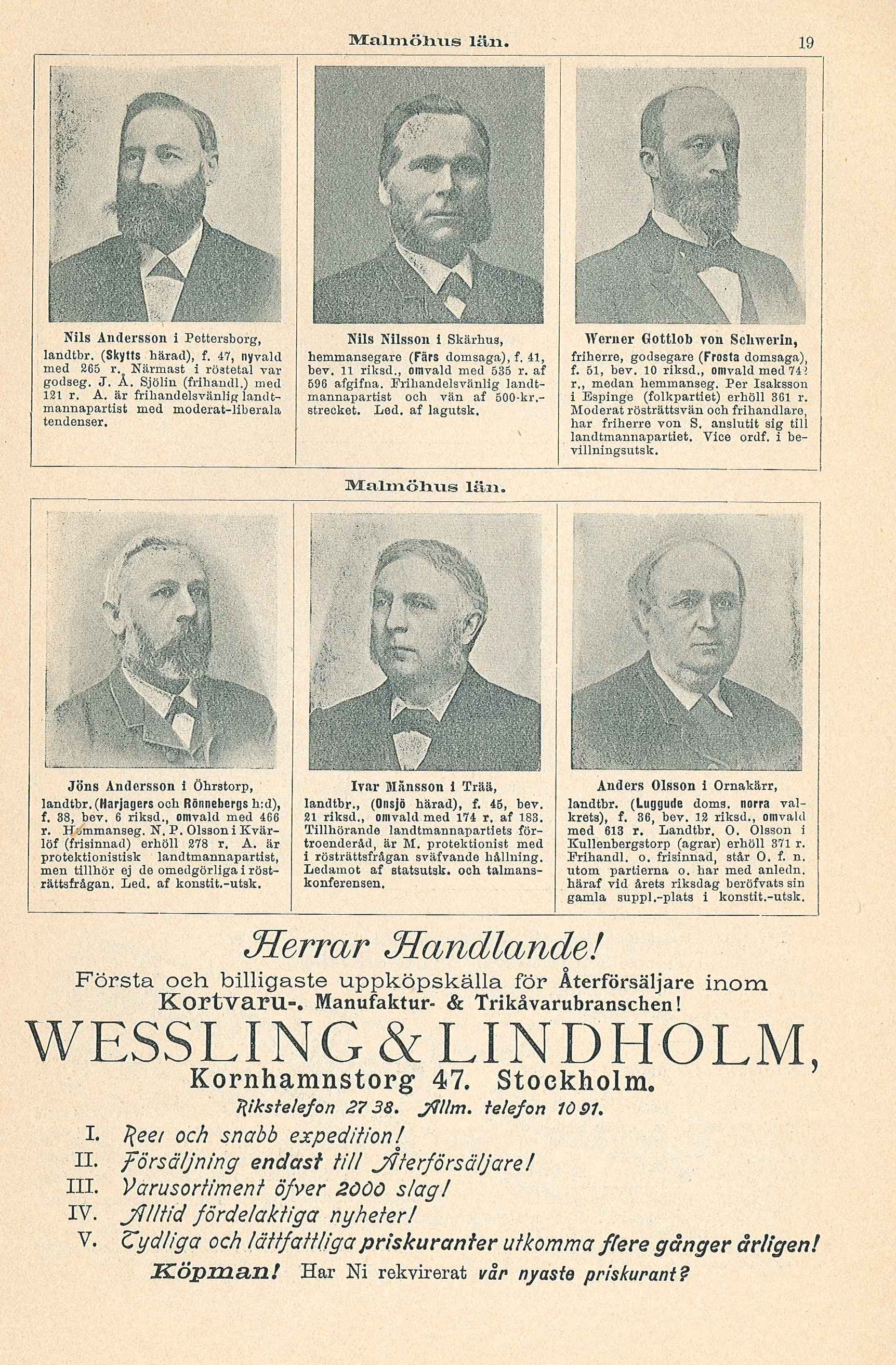
Ledamöter från Malmöhus län (II).

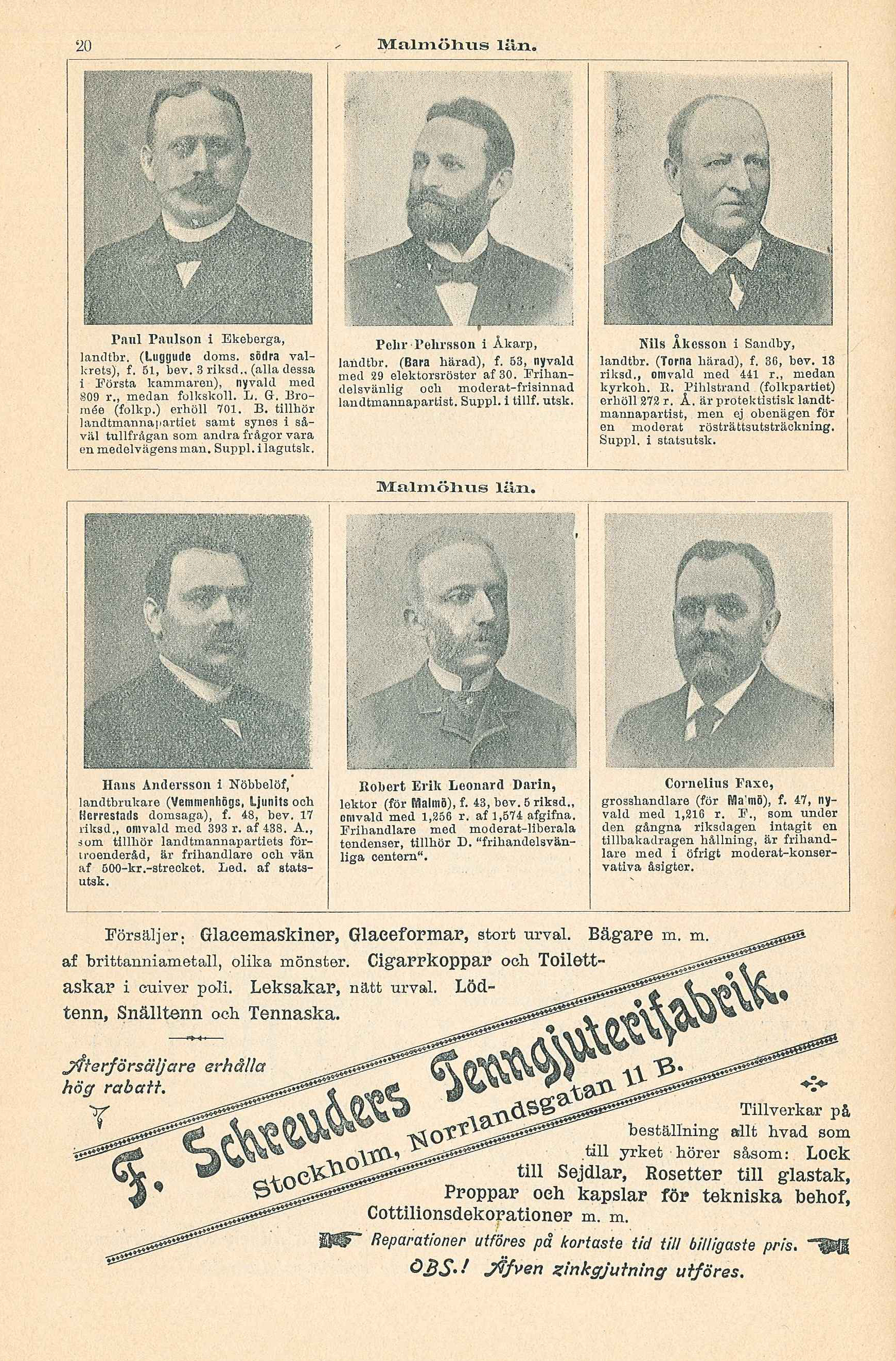
Ledamöter från Malmöhus län (III).

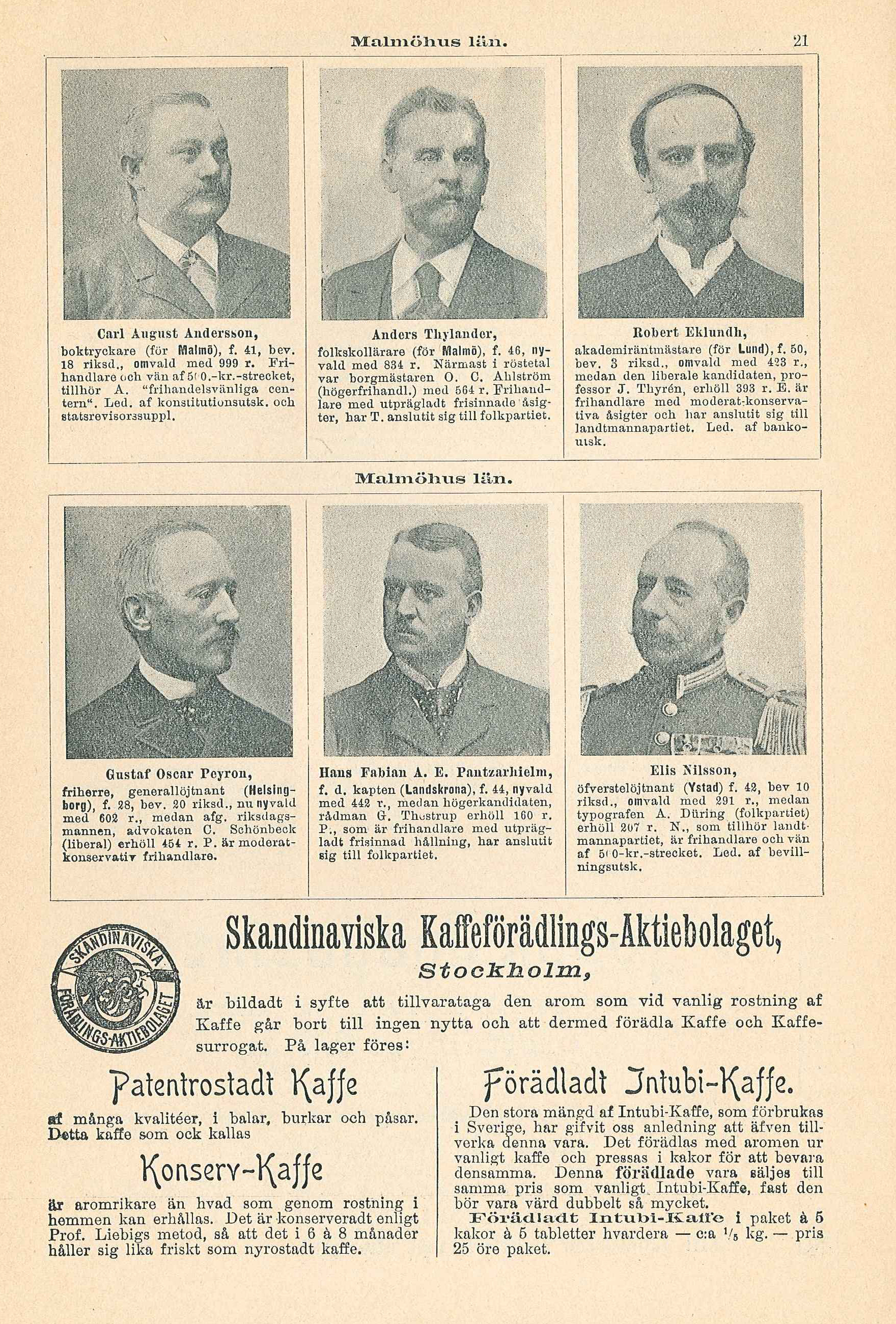
Ledamöter från Malmöhus län (IV).

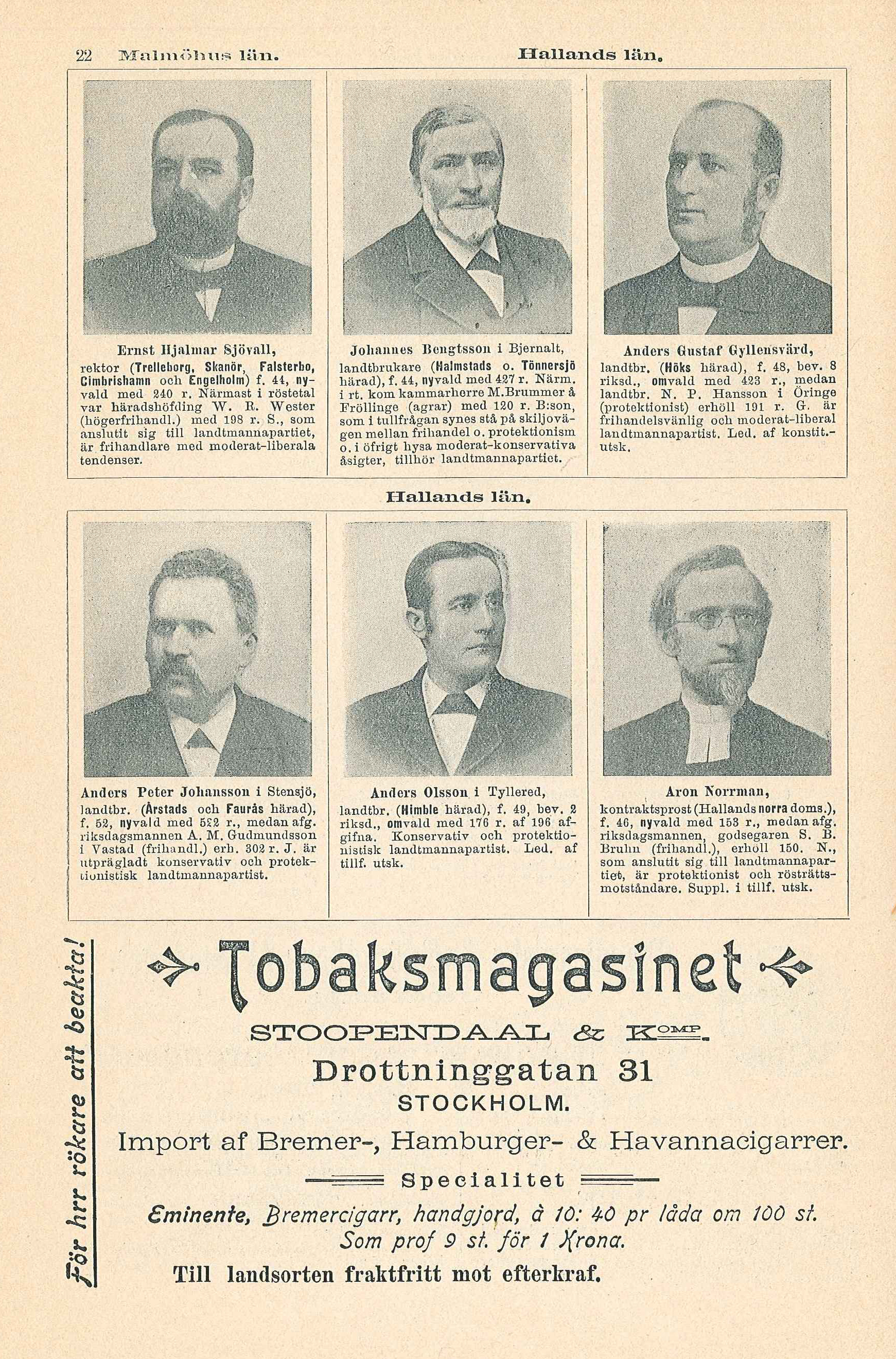
Ledamöter från Malmöhus (V) och Hallands län.

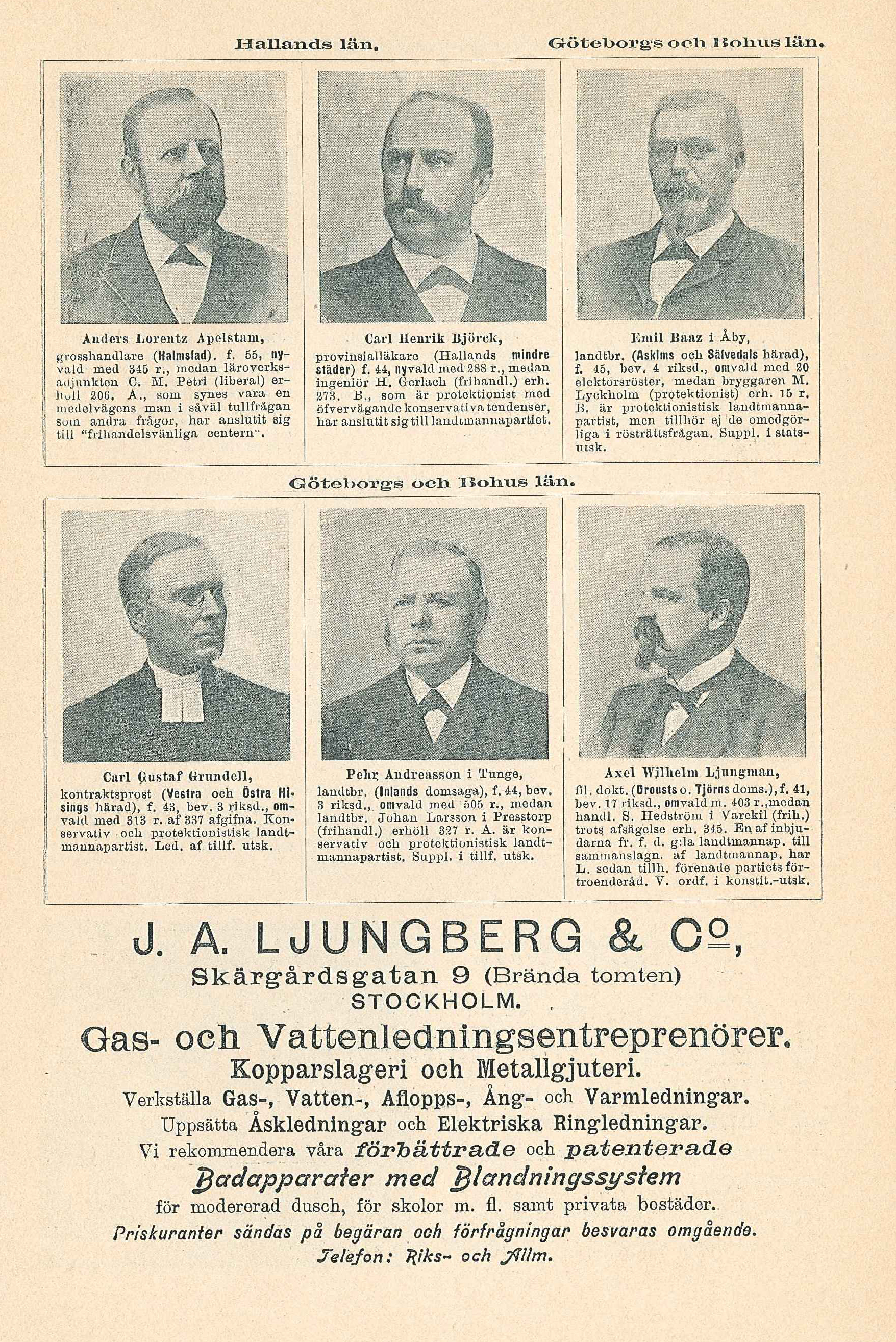
Ledamöter från Hallands och Göteborgs och Bohus län (I).

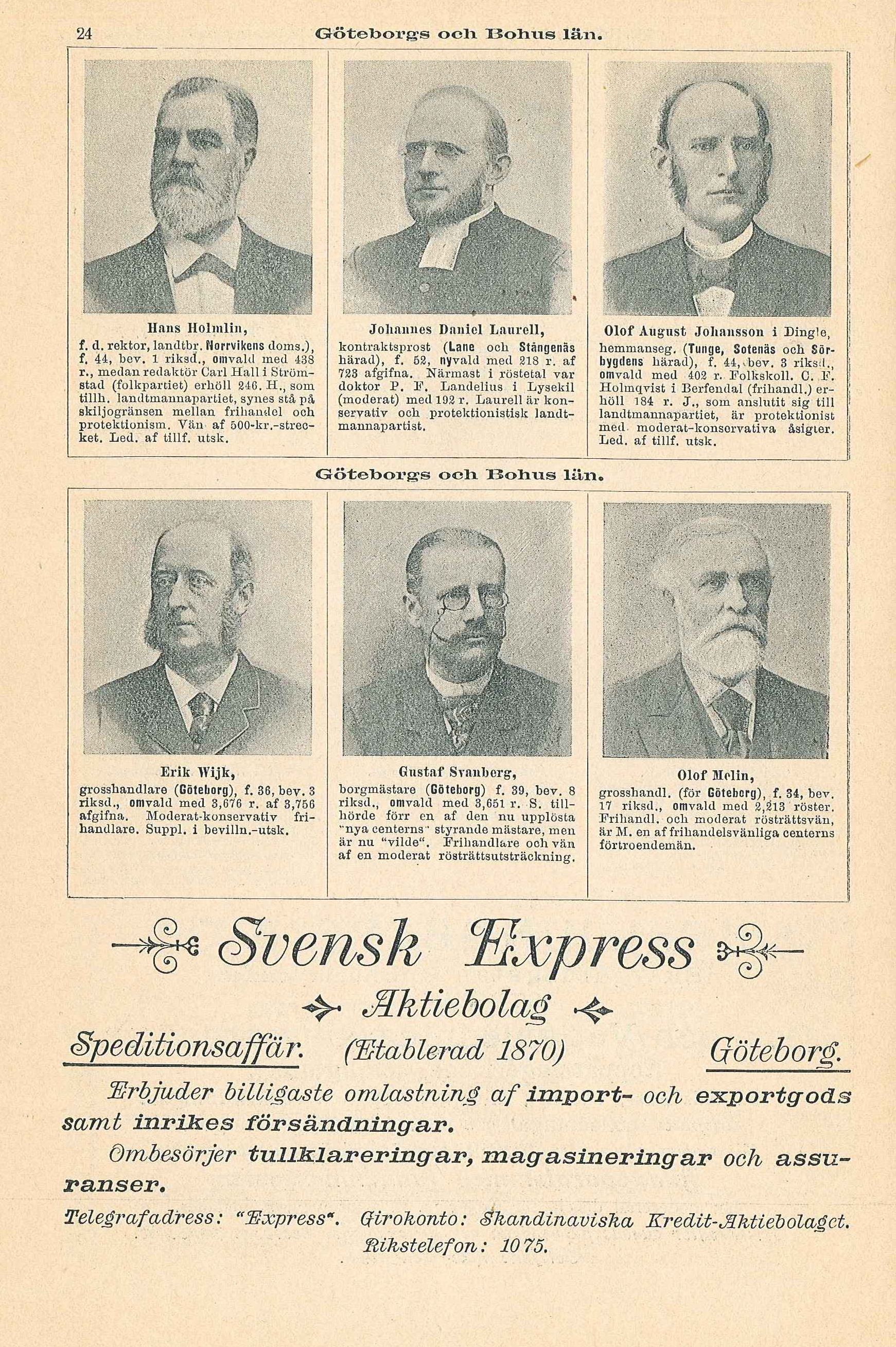
Ledamöter från Göteborgs och Bohus län (II).

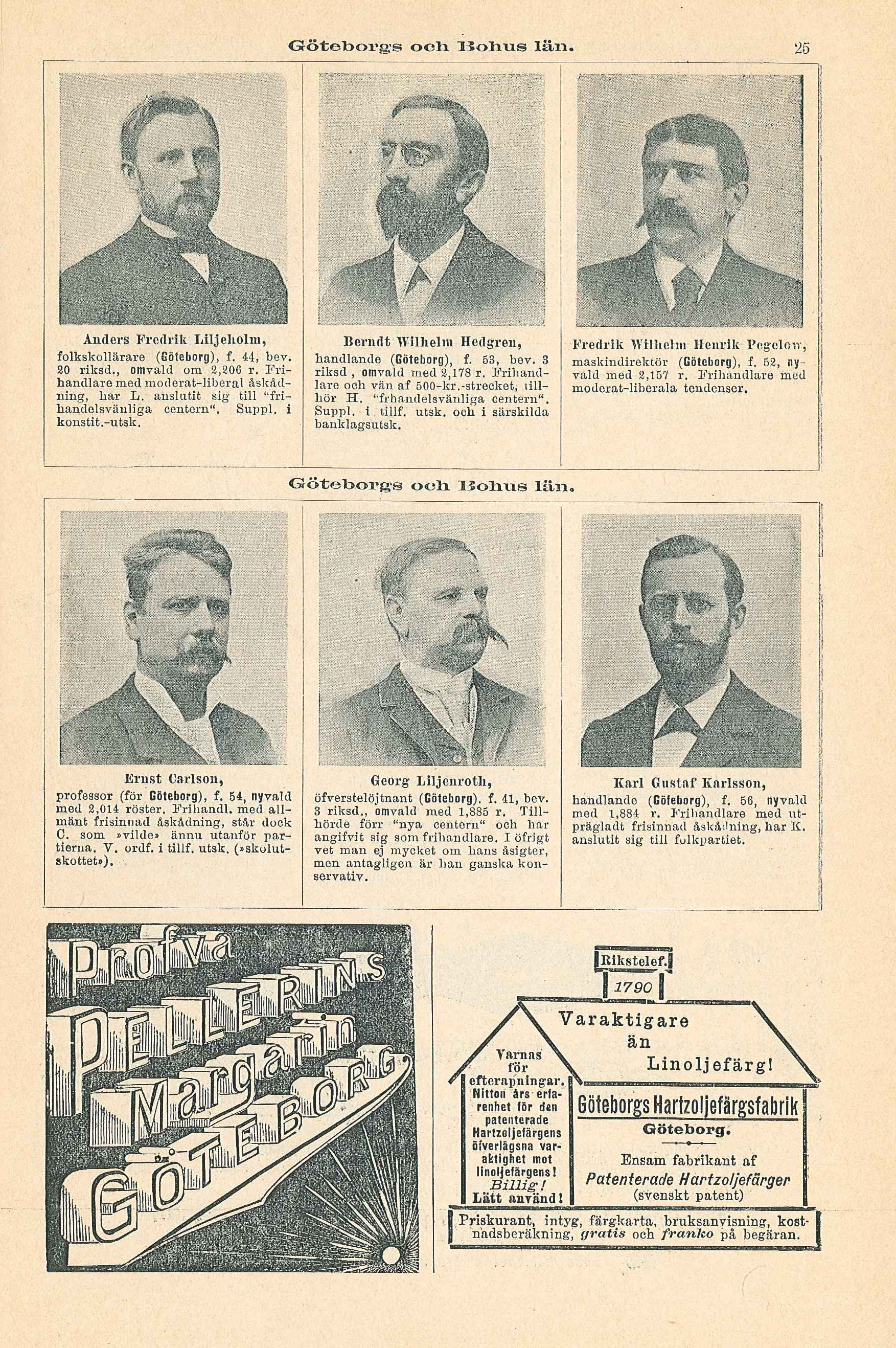
Ledamöter från Göteborgs och Bohus län (III).

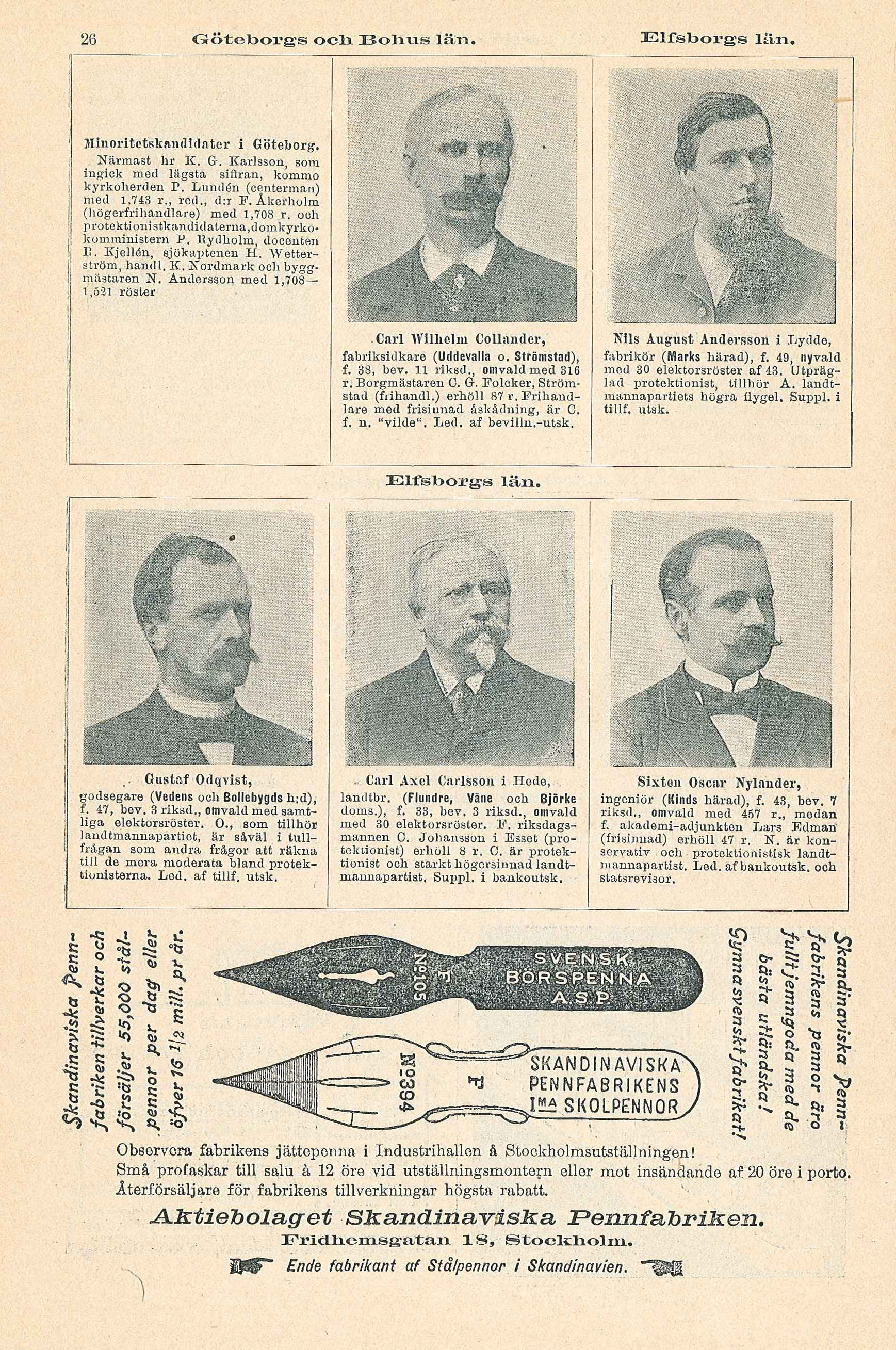
Ledamöter från Göteborgs och Bohus (IV) samt Älvsborgs län.

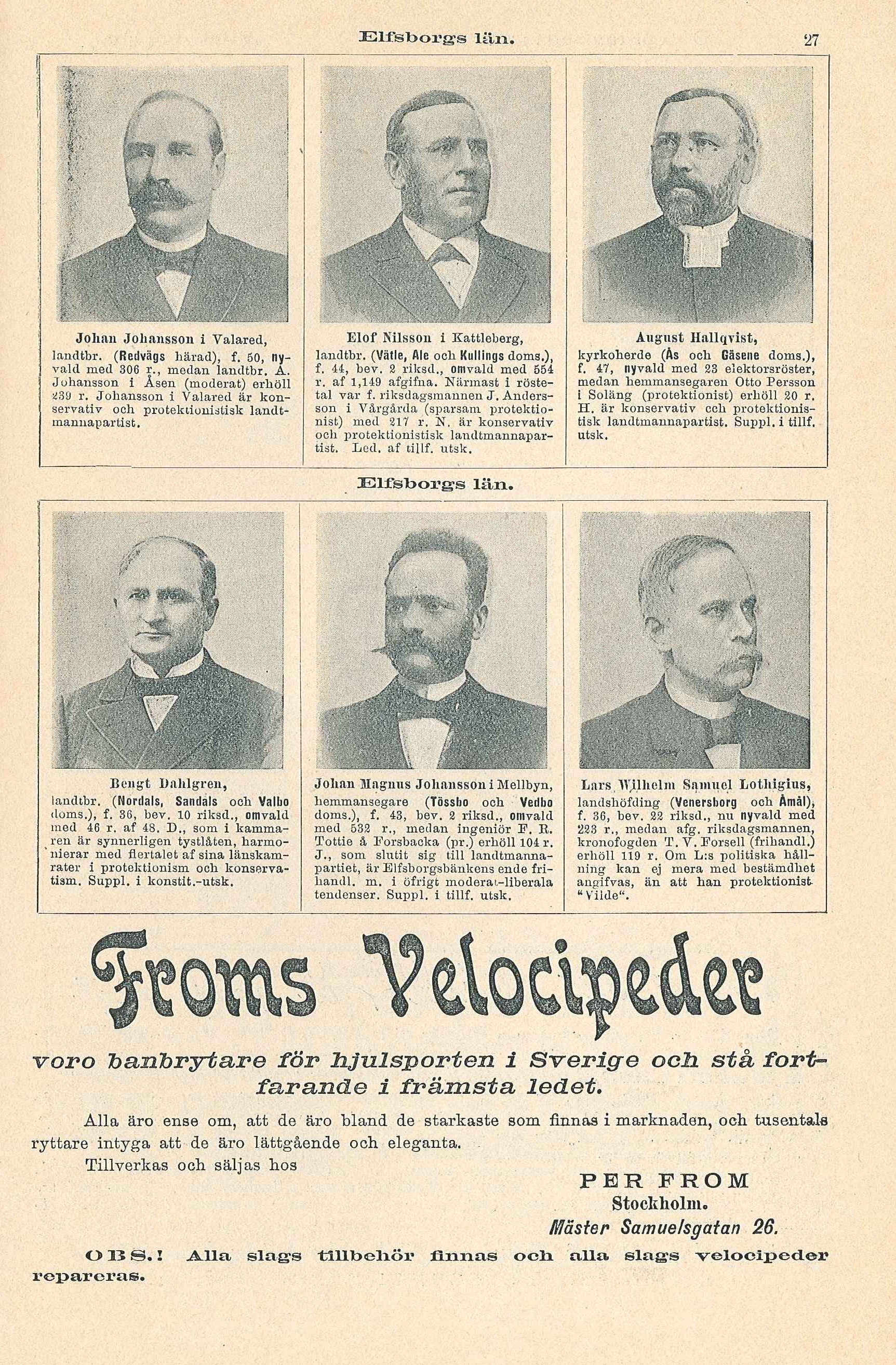
Ledamöter från Älvsborgs län.

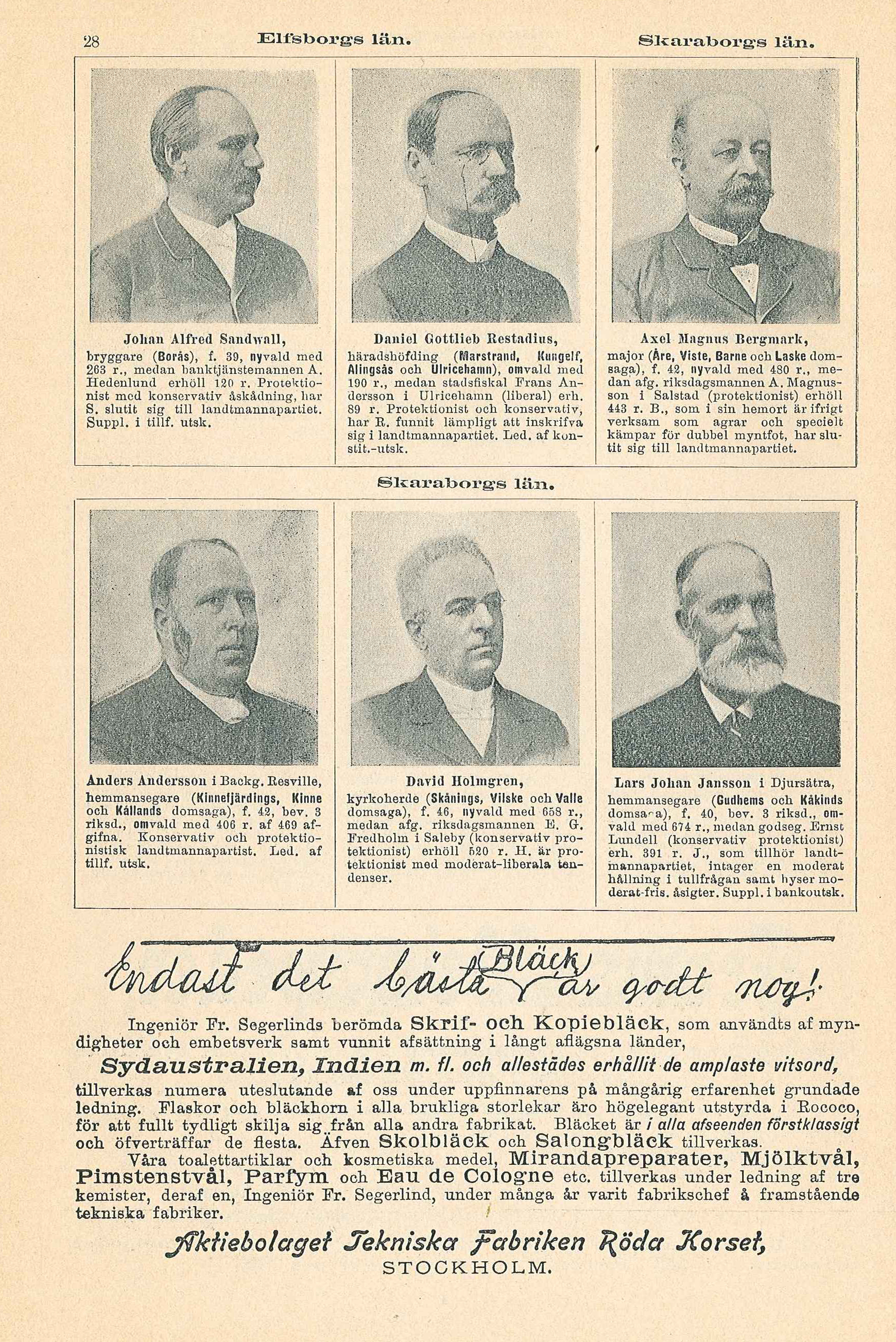
Ledamöter från Älvsborgs och Skaraborgs län.

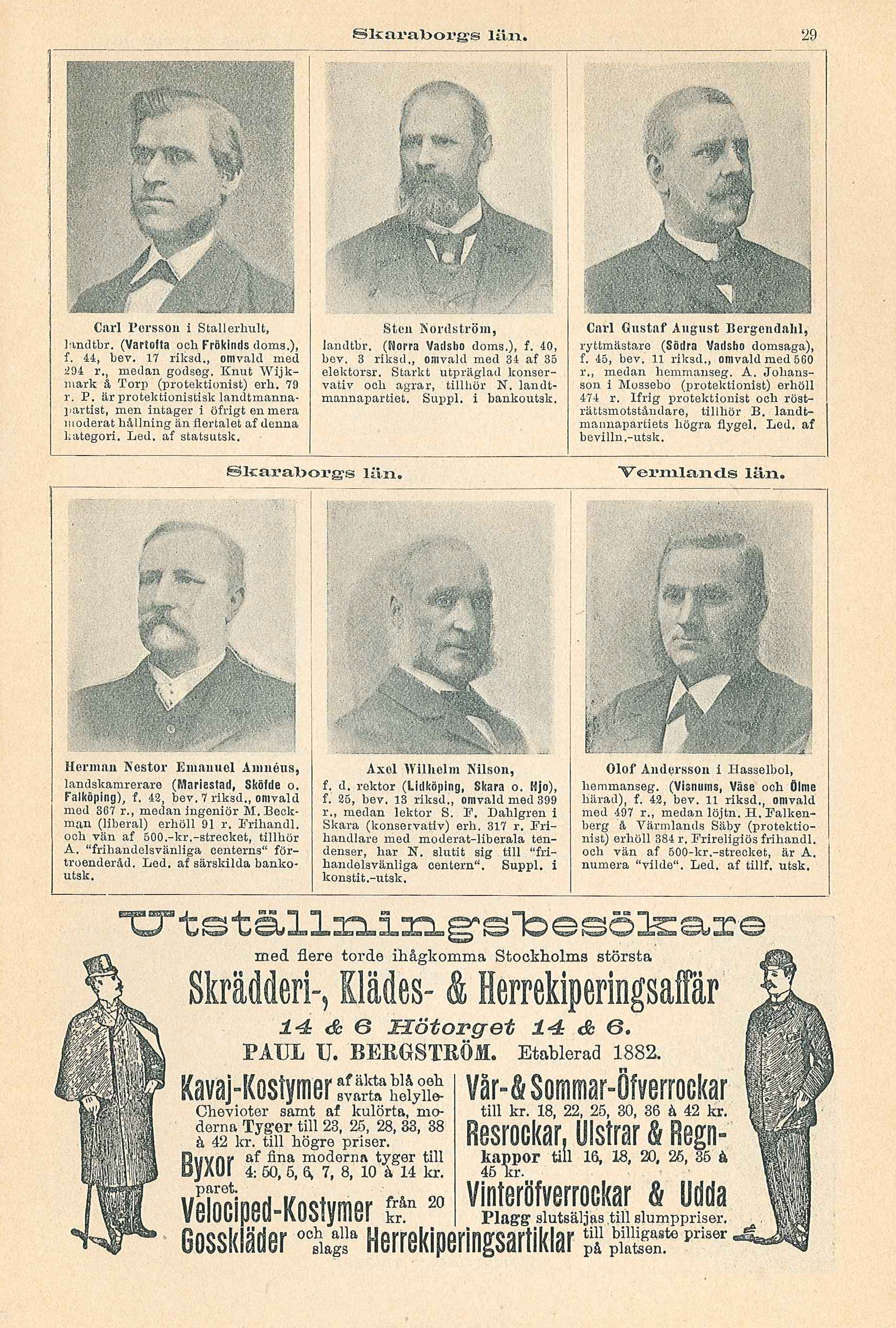
Ledamöter från Skaraborgs och Värmlands län.

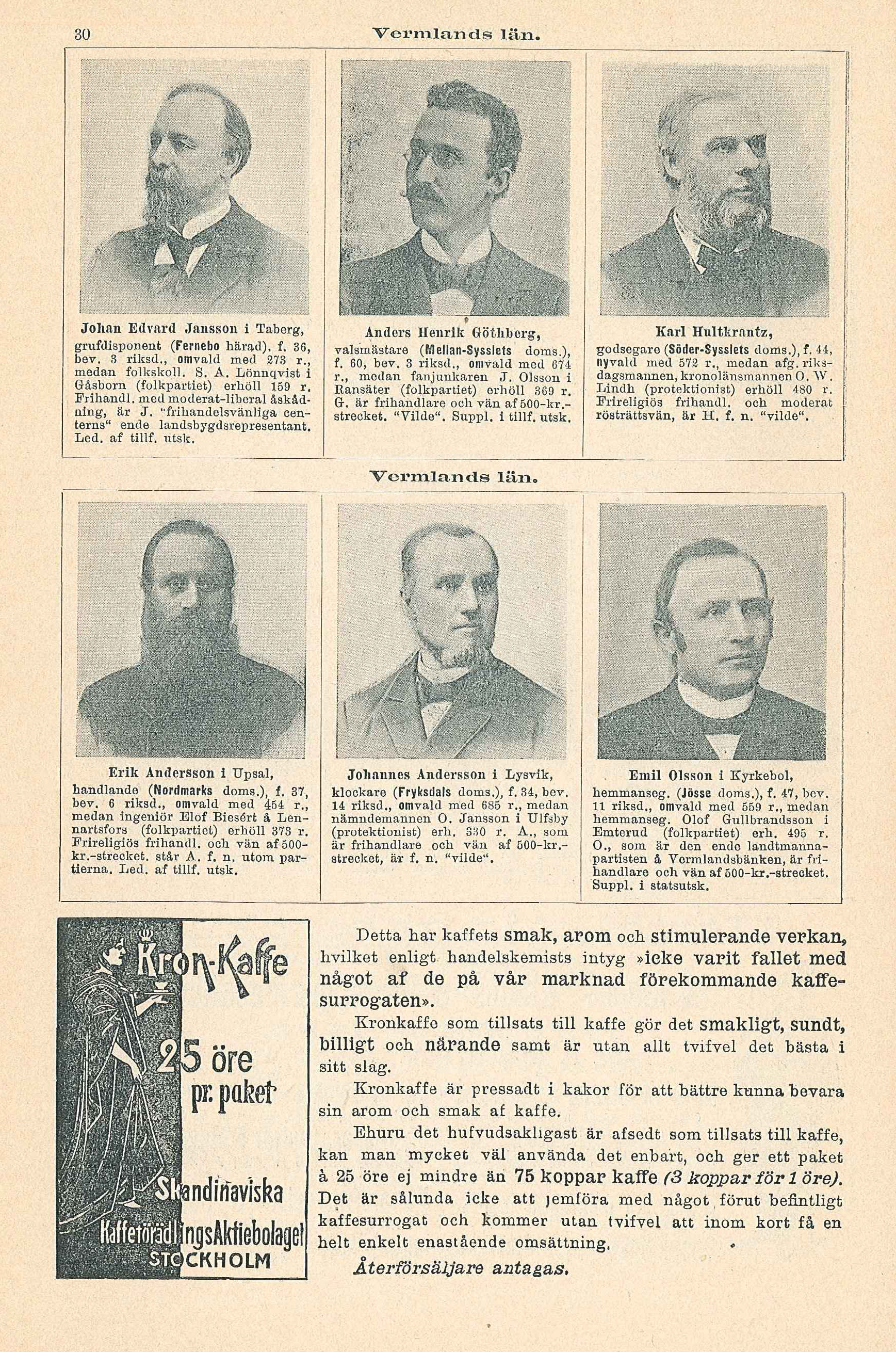
Ledamöter från Värmlands län.

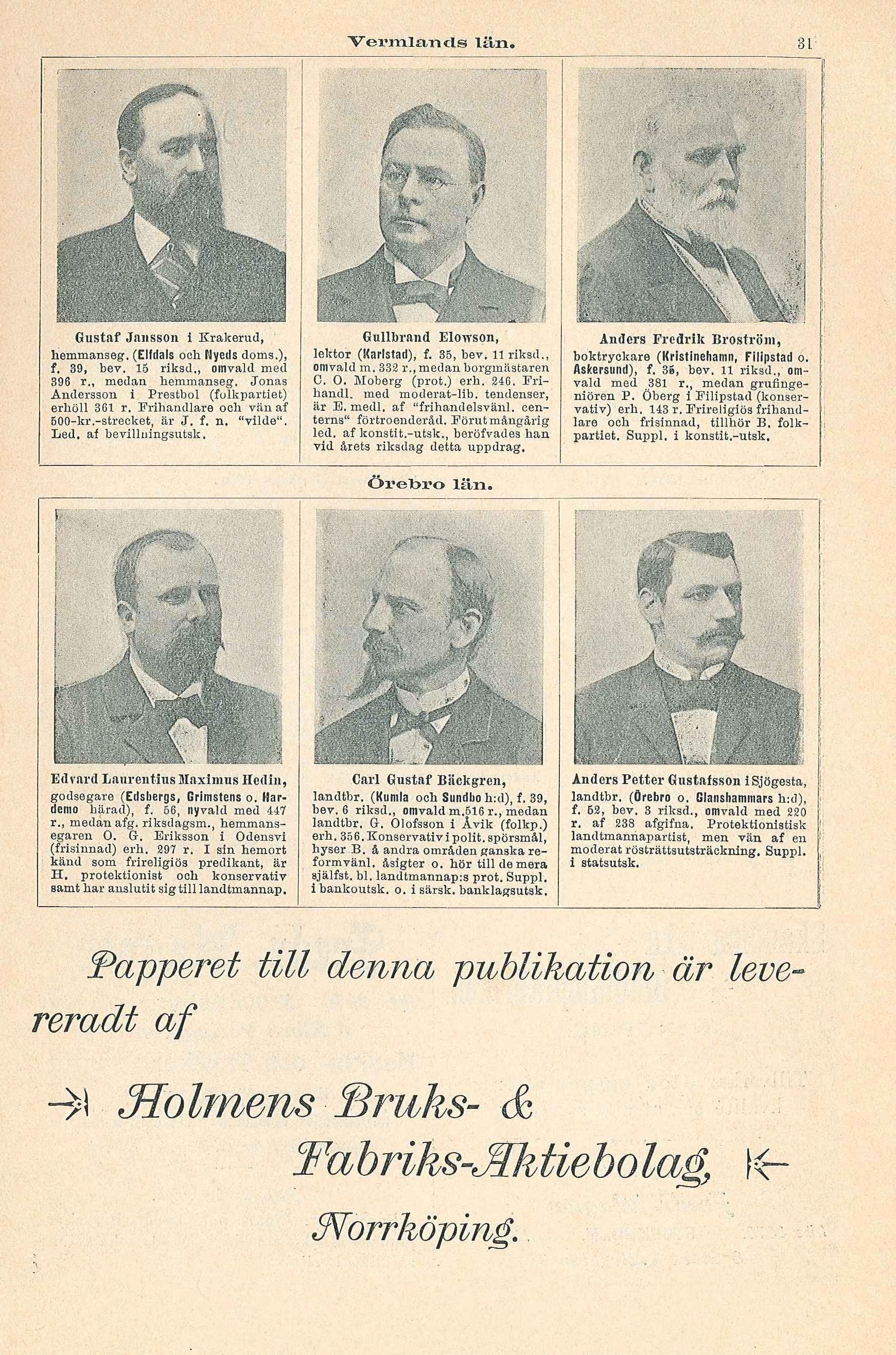
Ledamöter från Värmlands och Örebro län.

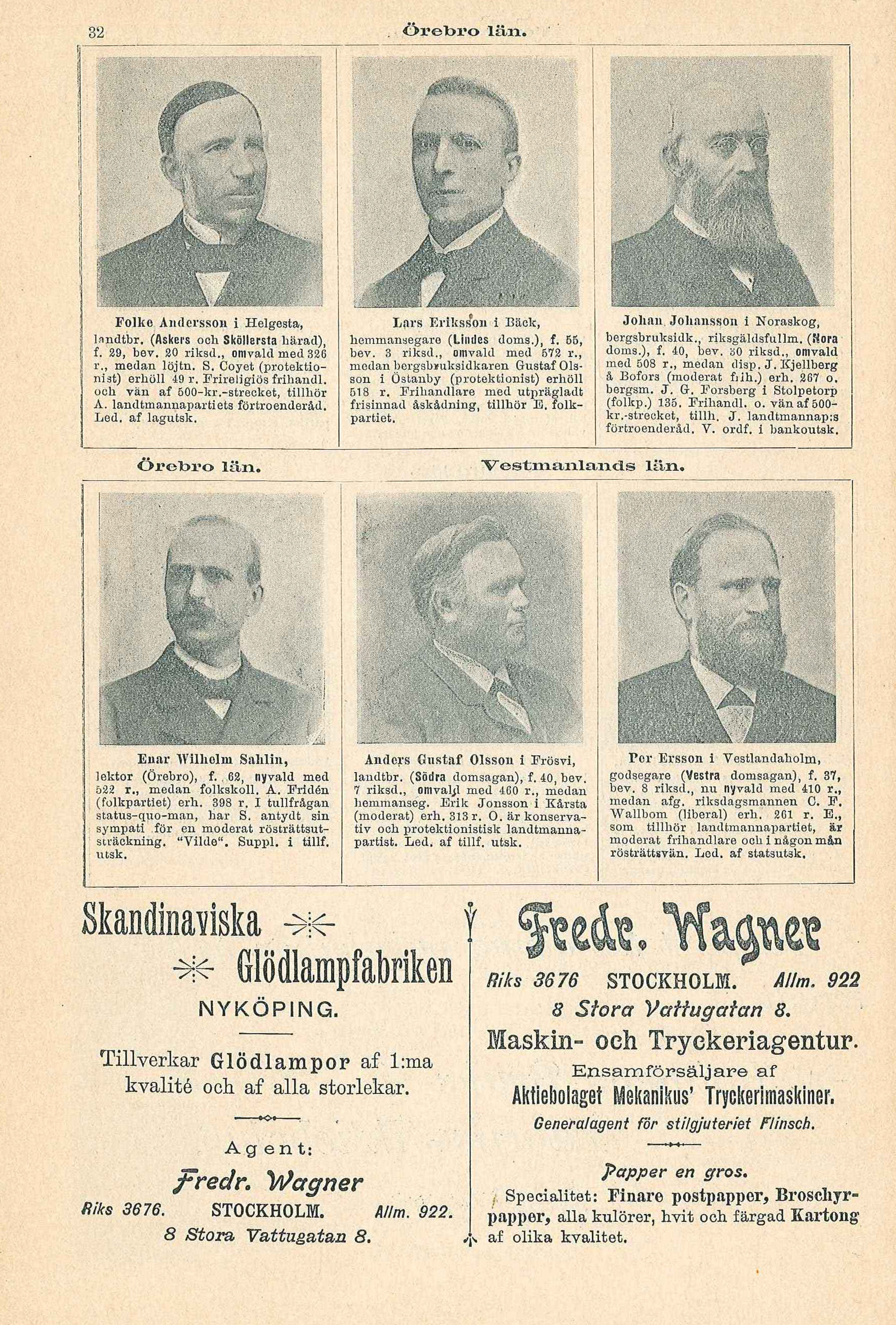
Ledamöter från Örebro och Västmanlands län.

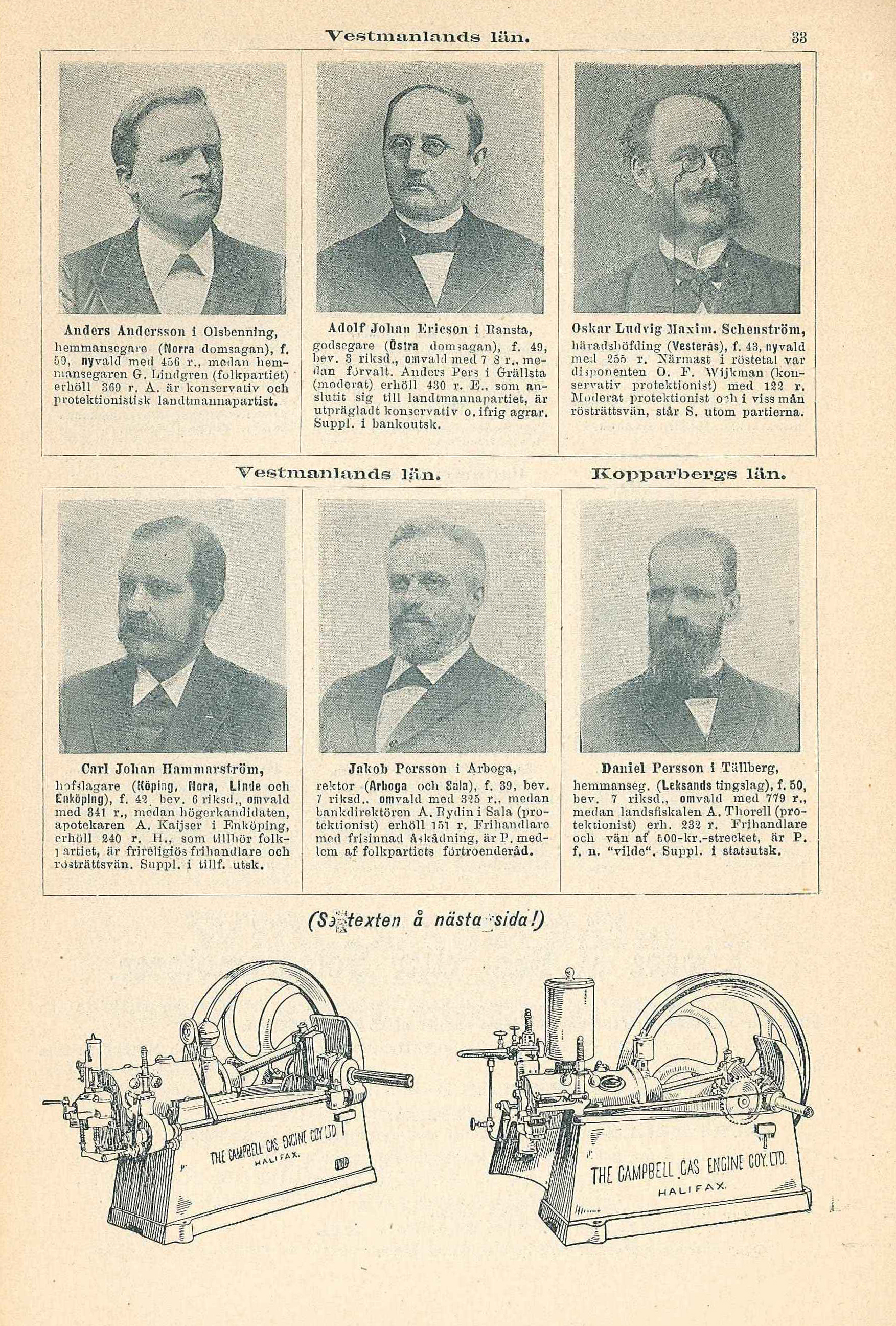
Ledamöter från Västmanlands och Kopparbergs län.

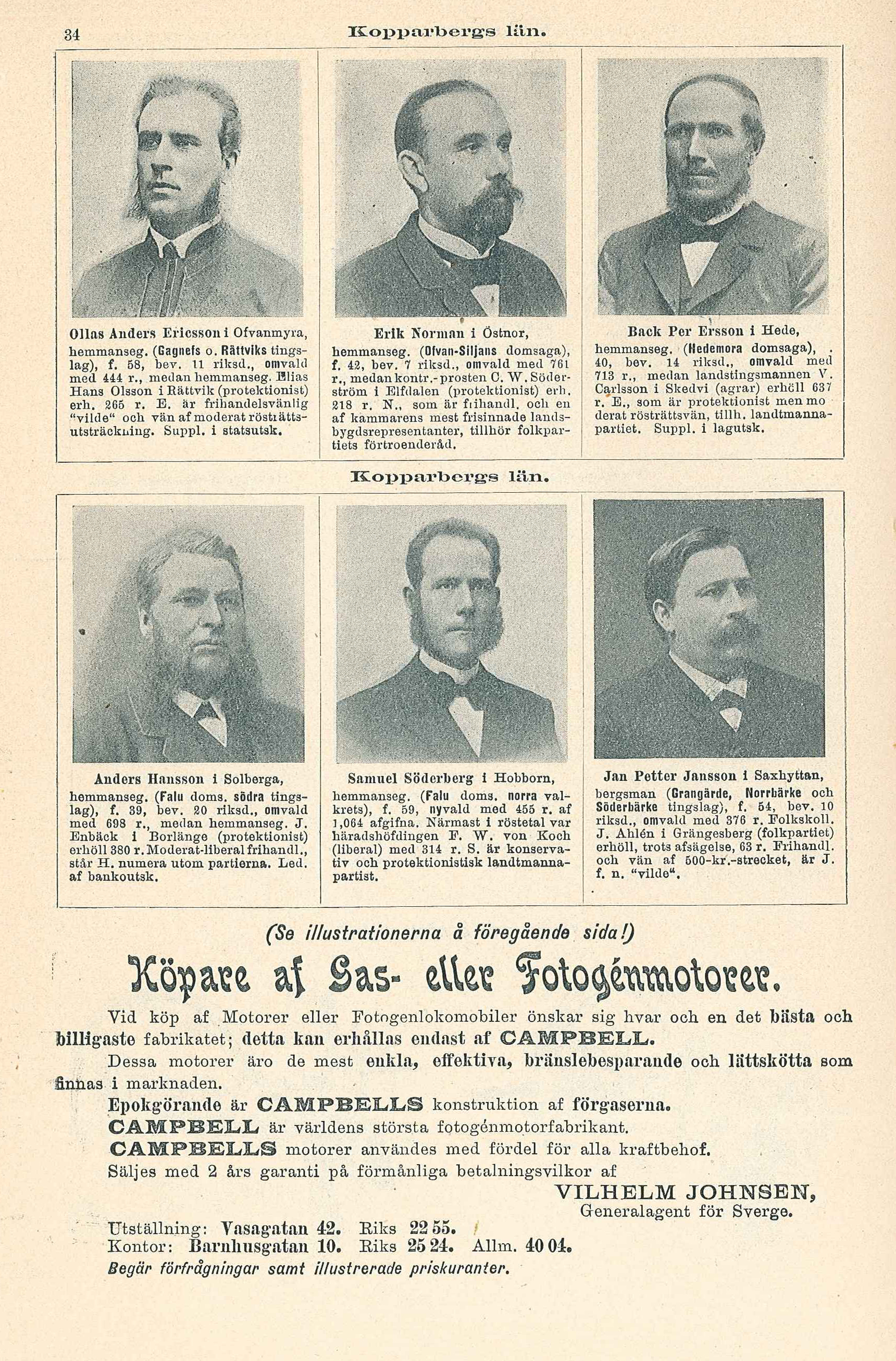
Ledamöter från Kopparbergs län.

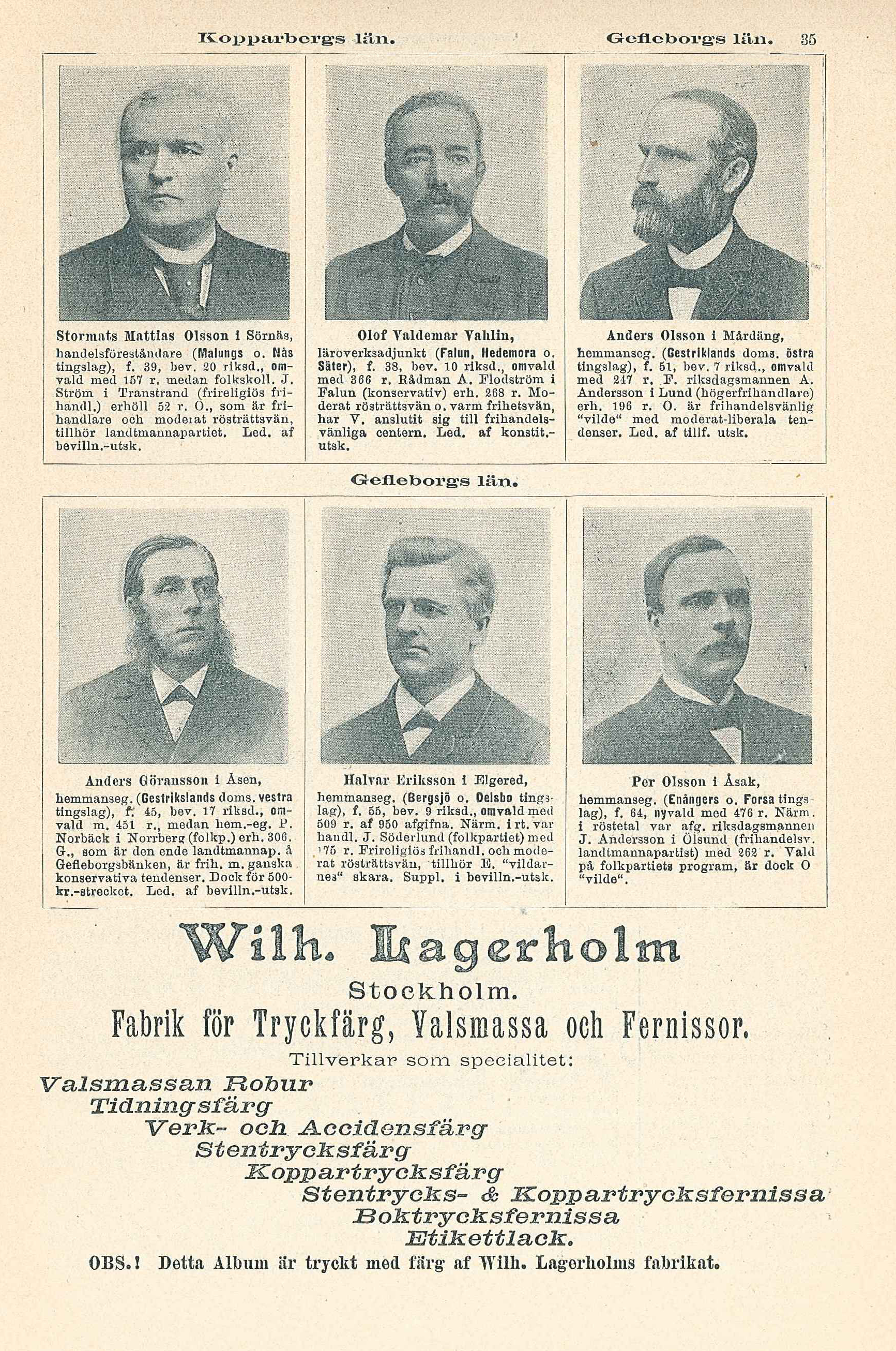
Ledamöter från Kopparbergs och Gävleborgs län.

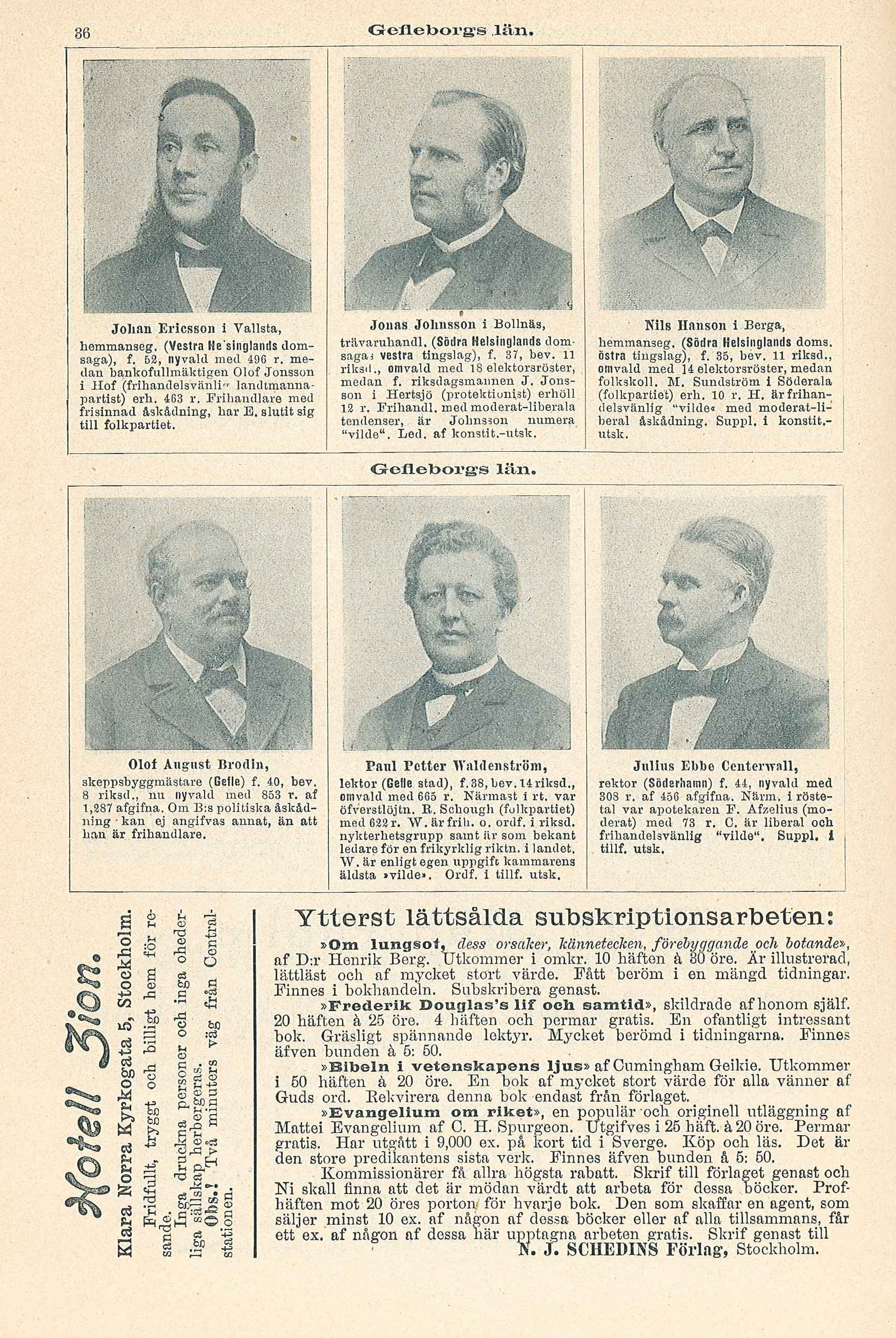
Ledamöter från Gävleborgs län.

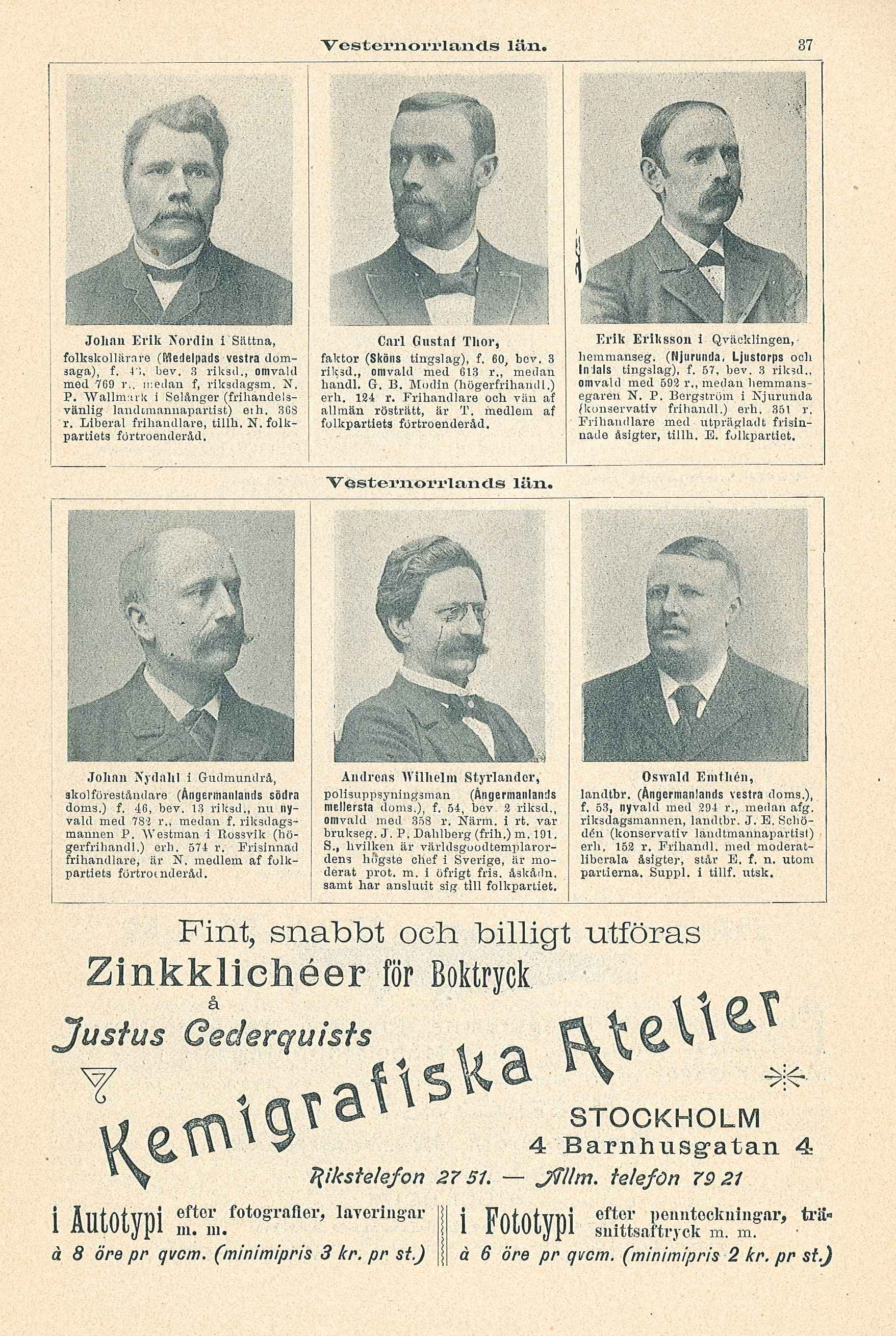
Ledamöter från Västernorrlands län.

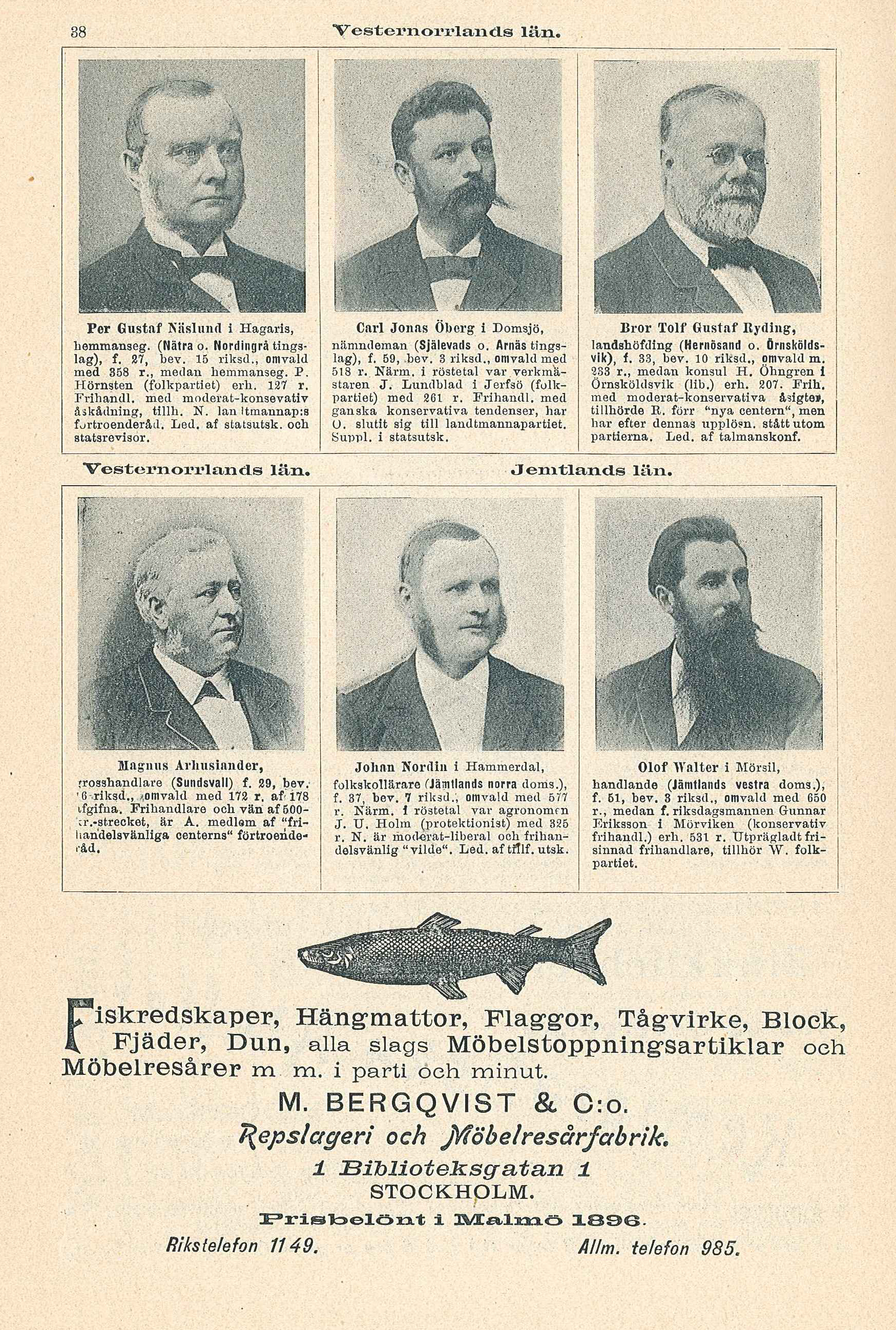
Ledamöter från Västernorrlands och Jämtlands län.

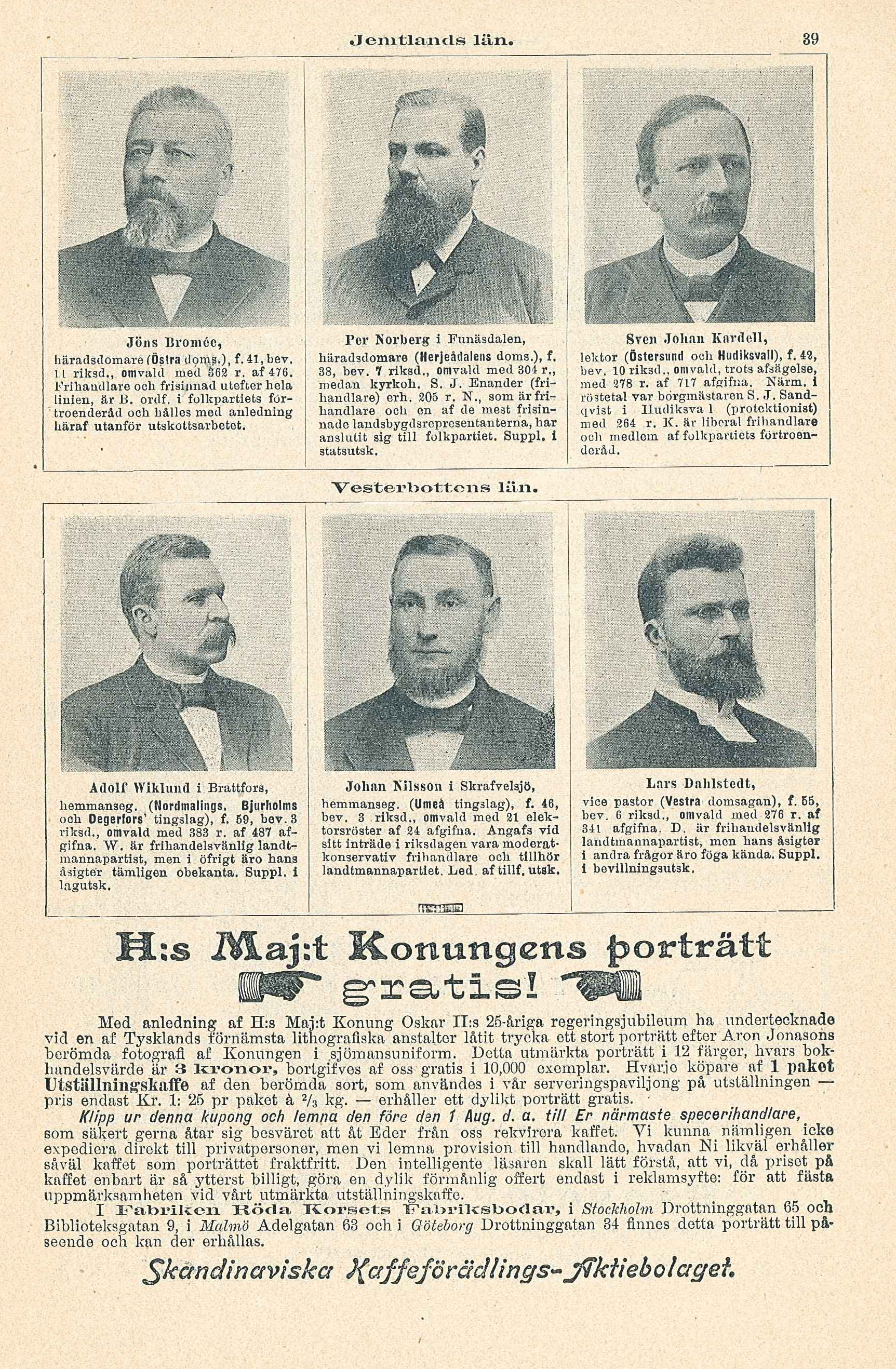
Ledamöter från Jämtlands och Västerbottens län.

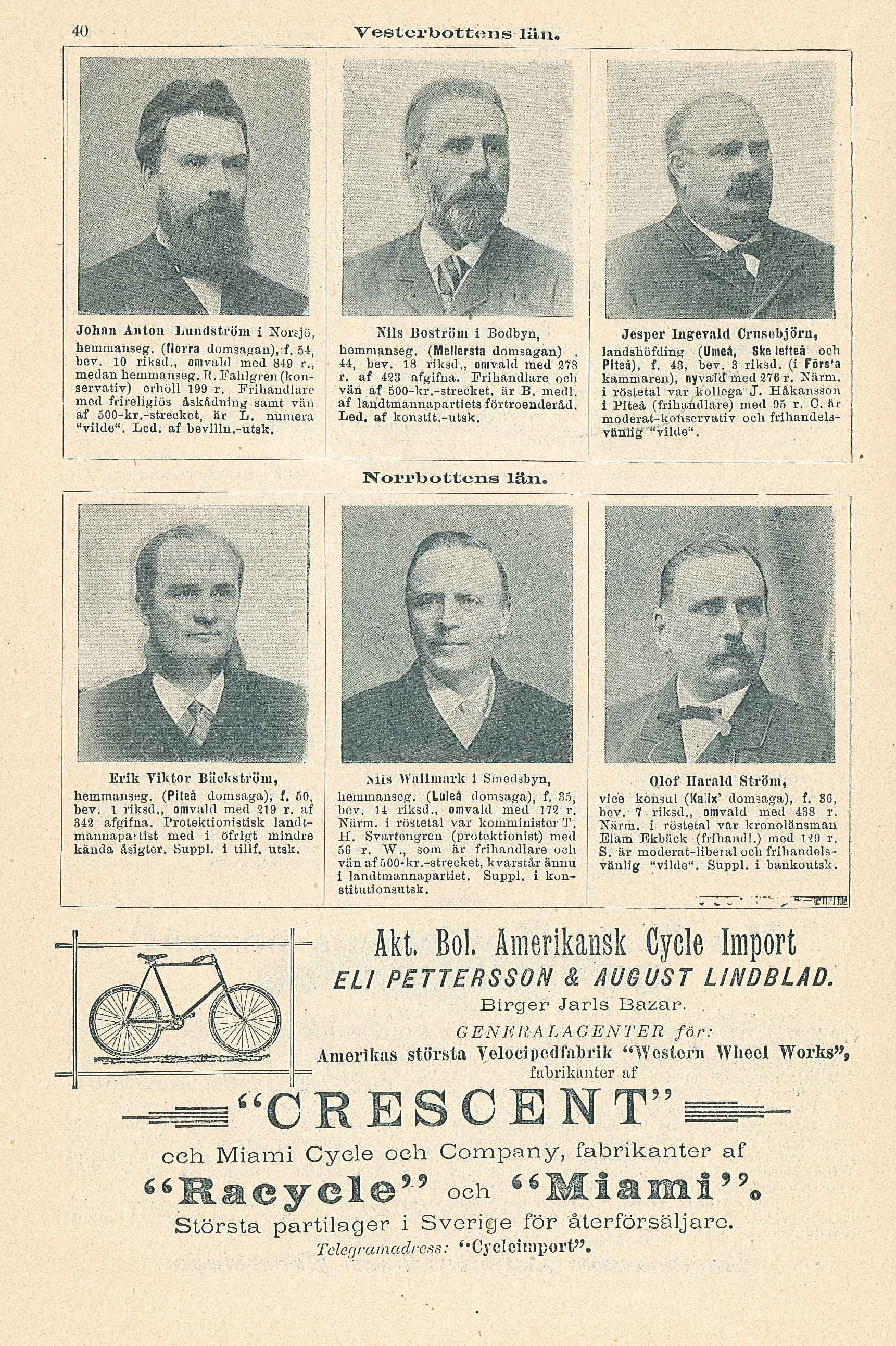
Ledamöter från Västerbottens och Norrbottens län.

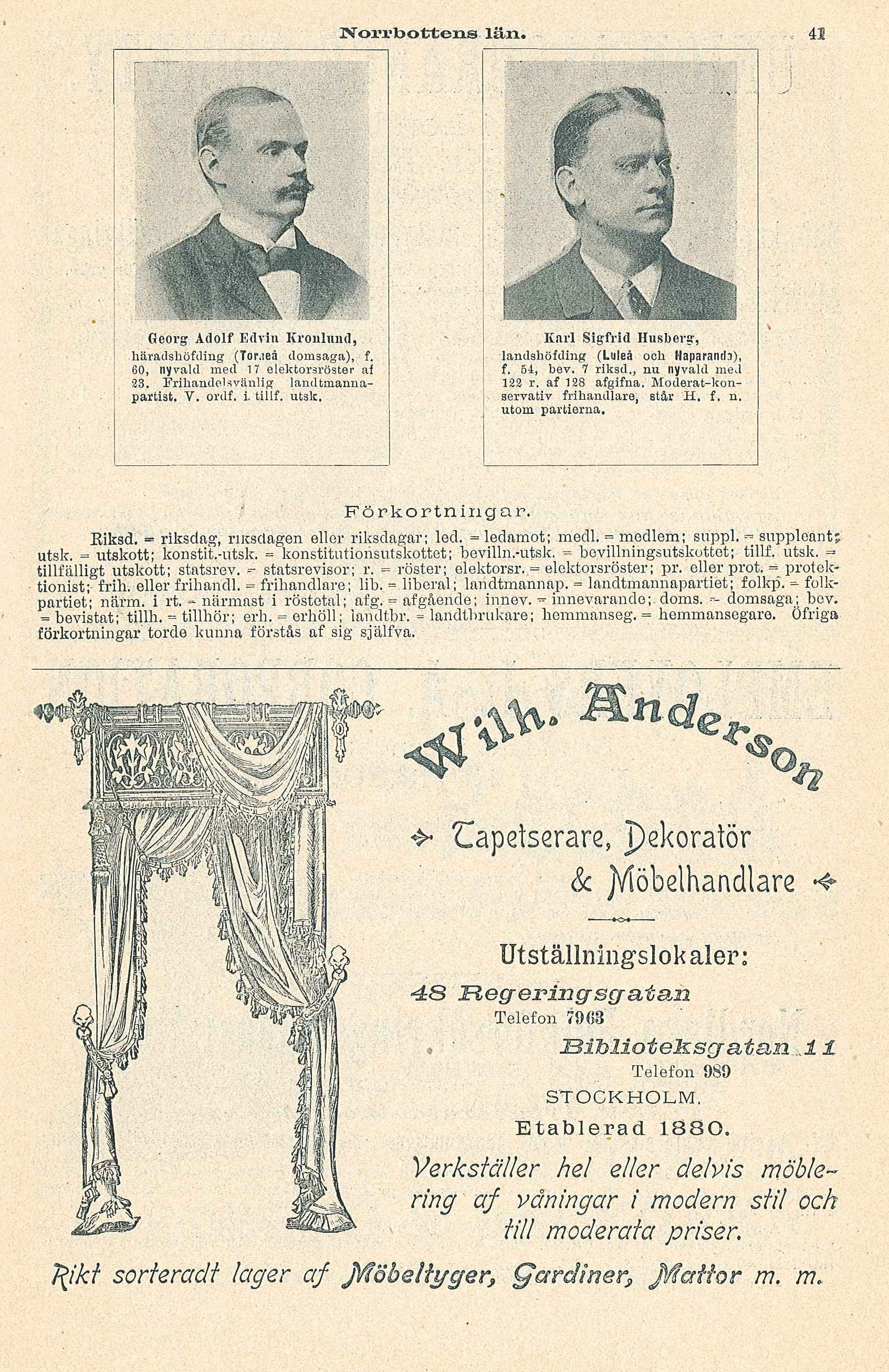
Ledamöter från Norrbottens län.

Ledamöter av Sveriges riksdags andra kammare 1897–1899 (utsedda vid valet den 25 september 1896).

## Talmän
- Talman: Robert De la Gardie, greve, landshövding (se Östergötlands län nedan)
- Vice talman (t o m 1897): Anders Peter Danielson, hemmansägare (se Kalmar län nedan)
- Vice talman (fr o m 1898): Axel Swartling, vice konsul (se Östergötlands län nedan)

## Stockholms stad

### Första valkretsen
- Curt Wallis, e o professor
- Fridtjuv Berg, folkskollärare
- Johan Fjällbäck, snickare
- Olof Olsson, mössfabrikör

### Andra valkretsen
- Henrik Fredholm, civilingenjör
- Sixten von Friesen, lektor
- Oskar Gustaf Eklund, boktryckare
- Robert Themptander, f d statsminister, landshövding (död 1897, i fyllnadsval ersatt av Carl Albert Lindhagen, assessor, tf revisionssekreterare)

### Tredje valkretsen
- Sven Adolf Hedin, fil kand, skriftställare
- Emil Hammarlund, redaktör för Svensk läraretidning
- Edvard Otto Wilhelm Wavrinsky, f d löjtnant, direktör
- Jakob Byström, redaktör
- Karl Albert Staaff, vice häradshövding

### Fjärde valkretsen
- Julius Edvard von Krusenstjerna, statsråd
- Otto Christian Lovén, professor
- Otto Höglund, fil dr, grosshandlare
- Hugo Erik Gustaf Hamilton, greve, överdirektör
- Claes Theodor Odhner, riksarkivarie (avsade sig sin plats hösten 1897; ersatt av ???????)

### Femte valkretsen
- Magnus Mauritz Höjer, lektor
- John Olsson, advokat
- David Kristian Bergström, fil dr
- Hjalmar Branting, redaktör

## Stockholms län
- Carl Sandqvist, f d organist, hemmansägare (för Norra Roslags domsaga)
- Erik Åkerlund, godsägare (för Mellersta Roslags domsaga)
- Gustaf Fredrik Berndes, bruksägare (för Södra Roslags domsaga)
- Carl Cederström, friherre, kabinettskammarherre (för Stockholms läns västra domsaga)
- August Pettersson, kontraktsprost (för Södertörns domsaga)
- Edvard Behmer, borgmästare (för Stockholms läns städer)

## Uppsala län
- Alfred Kihlberg, lantbrukare (för Norunda och Örbyhus härad)
- Karl Holmgren, arrendator (för Olands härad)
- Jan Eliasson i Skuttungeby, hemmansägare (för Uppsala läns mellersta domsaga)
- Lars Mallmin i Gran, lantbrukare (för Uppsala läns södra domsaga)
- Simon Johannes Boëthius, e o professor (för Uppsala stad)

## Södermanlands län
- Jacob Nilsson i Grova, godsägare (för Jönåkers härad)
- Ernst Lindblad, godsägare (för Rönö, Hölebo och Daga härader)
- Carl Carlsson Bonde, friherre, överceremonimästare (för Oppunda härad)
- Ivan von Knorring, friherre, arrendator (för Villattinge härad)
- Johan Erik Olsson i Skiftinge, lantbrukare (för Väster- och Österrekarne härader)
- Knut Almquist, godsägare (Åkers och Selebo härader)
- Edvard Ploman, landskamrerare (för Södermanlands läns mindre städer)
- Adolf Aulin, bokförare (för Eskilstuna)

## Östergötlands län
- Carl Johansson i Berga, hemmansägare (för Kinda och Ydre domsaga)
- Carl Rydberg, godsägare (för Björkekinds, Östkinds, Lösings, Bråbo och Memmings domsaga)
- Johan Hjelmérus, godsägare, jur dr (för Lysings och Göstrings domsaga)
- Oscar Larsson i Mörtlösa, hemmansägare (för Åkerbo, Bankekinds och Hanekinds domsaga)
- Anders Gustaf Anderson, hemmansägare (för Vifolka, Valkebo och Gullbergs domsaga)
- Per Gustaf Petersson i Brystorp, hemmansägare (för Finspånga läns härads domsaga)
- Carl Jakob Jakobson i Karlshult, lantbrukare (för Aska, Dals och Bobergs domsaga)
- August Henricson, lantbrukare (för Hammarkinds och Skärkinds domsaga)
- Robert De la Gardie, greve, landshövding, talman - se ovan (för Linköping)
- Axel Swartling, vice konsul (för Norrköpings stad)
- Theodor Zetterstrand, rådman (för Norrköping)
- August Zotterman, direktör (för Östergötlands småstäder och Gränna)

## Jönköpings län
- Johan Sjöberg i Bodaryd, nämndeman (för Västra härads domsaga)
- Jonas Peter Zakrisson, nämndeman (för Östra härads domsaga)
- Wilhelm Bengtsson i Häradsköp, hemmansägare (för Östbo härad)
- Gustaf Hazén, kontraktsprost (för Västbo härad)
- Johan Anderson i Tenhult, hemmansägare (för Tveta härad)
- Carl Johansson i Avlösa, hemmansägare (för Vista och Mo härad)
- Oscar Erickson i Bjersby, lantbrukare (för Norra och Södra Vedbo domsaga)
- Henning Odencrantz, hovrättsassessor (för Jönköpings stad)

## Kronobergs län
- Johan Petersson, lantbrukare, f. 1828 (för Uppvidinge härad)
- August Sjö i Linneryd, hemmansägare, f. 1839 (för Konga härad)
- Carl Petersson i Dänningelanda, lantbrukare, f. 1839 (för Mellersta Värends domsaga)
- Magnus Andersson i Löfhult, hemmansägare, f. 1833 (för Västra Värends domsaga)
- Anders Gustaf Jönsson, hemmansägare, f. 1831 (för Sunnerbo domsagas östra valkrets)
- Carl Wilhelm Hultstein, lantbrukare, f. 1843 (för Sunnerbo domsagas västra valkrets)
- Frithiof Ohlsson, landskamrerare (för Växjö stad)

## Kalmar län
- Otto Redelius, kontr. prost, f. 1835 (för Södra Tjusts härad)
- Julius Högstedt, godsägare, f. 1851 (för Aspeland och Handbörds domsaga)
- Robert Petersson i Skurö, lantbrukare, f. 1843 (för Sevede och Tunaläns domsaga)
- Per Olof Lundell, lantbrukare (för Norra Möre och Stranda domsaga)
- Carl Israel Carlsson, lantbrukare, f. 1845 (för Södra Möre domsagas västra valkrets)
- Alfred Petersson i Påboda, lantbrukare, f. 1860 (för Södra Möre domsagas östra valkrets)
- Anders Peter Danielson, hemmansägare (för Ölands domsaga) (avled dec. 1897) 
  - ersatt av: Adolf Johansson i Möllstorp, lantbrukare, f. 1848 (för Ölands domsaga)
- Carl Gethe, f. 1830 (för Kalmar stad)
- Axel Petri, rådman, f. 1835 (för Västervik och Eksjö)
- Bertrand Lindgren, borgmästare (för Oskarshamn, Vimmerby och Borgholm)

## Gotlands län
- August Sundblad, kyrkoherde, f. 1851 (för Södra domsagan)
- Per Larsson i Fole, lantbrukare (för Norra domsagan)
- Per Gustaf Emil Poignant, landshövding (för Visby)

## Blekinge län
- Nils Jönsson i Gammalstorp, lantbrukare, f. 1844 (för Listers domsaga)
- Pehr Pehrson i Törneryd, hemmansägare (för Bräkne domsaga)
- Sven Arnoldsson, lantbrukare (för Östra härads domsaga)
- Ludvig Kruse, godsägare (för Medelstads domsaga)
- Edvard Svensson, underlöjtnant (för Karlskrona)
- Ernst Meyer (för Karlshamn, Sölvesborg och Ronneby)

## Kristianstads län
- Esbjörn Persson, hemmansägare, f. 1849 (för Ingelstads och Järrestads domsaga)
- Ola Persson i Rinkaby, hemmansägare, 1846–1932 (för Villands härad)
- Per Jönsson i Färeköp, hemmansägare, 1845–1906 (för Östra Göinge häard)
- Nils Svensson i Olseröd, hemmansägare, f. 1844 (för Gärds och Albo domsaga)
- Fredrik Barnekow, friherre, godsägare, f. 1839 (för Västra Göinge domsaga)
- Olof Persson i Killebäckstorp, lantbrukare, f. 1839 (för Södra Åsbo och Bjäre domsaga)
- Johannes Nilsson i Sorröd, lantbrukare, f. 1836 (för Norra Åsbo domsaga)
- Gundelach Bruzelius, hovrättsråd (för Kristianstad)

## Malmöhus län
- Mårten Dahn, hemmansägare, f. 1849 (för Oxie härad)
- Nils Andersson i Pettersborg, lantbrukare, f. 1847 (för Skytts härad)
- Nils Nilsson i Skärhus, hemmansägare, f. 1841 (för Färs domsaga)
- Werner von Schwerin, godsägare, f. 1851 (för Frosta domsaga)
- Jöns Andersson i Örstorp, lantbrukare, f. 1838 (för Rönnebergs och Harjagers härad)
- Ivar Månsson i Trää, hemmansägare, f. 1845 (för Onsjö härad)
- Anders Olsson i Ornakärr, lantbrukare, f. 1836 (för Luggude domsagas norra valkrets)
- Paul Paulson i Ekeberga, f. 1851 (för Luggude domsagas södra valkrets)
- Pehr Pehrsson i Åkarp, lantbrukare, f. 1853 (för Bara härad)
- Nils Åkesson i Södra Sandby i Södra Sandby, lantbrukare, f. 1836 (för Torna härad)
- Hans Andersson i Nöbbelöv, lantbrukare (för Vemmenhögs, Ljunits och Herrestads domsaga)
- Robert Darin, lektor, f. 1843 (för Malmö stad)
- Cornelius Faxe, grosshandlare, f. 1847 (för Malmö stad)
- Carl Andersson i Malmö, boktryckare, f. 1841 (för Malmö stad)
- Anders Thylander, folkskollärare, f. 1846 (för Malmö stad)
- Robert Eklundh, akademiräntmästare, f. 1850 (för Lunds stad)
- Gustaf Peyron, generallöjtnant, f. 1828 (för Helsingborg)
- Hans Pantzarhielm, f.d. kapten f. 1844 (för Landskrona)
- Elis Nilson, överstelöjtnant, f. 1842 (för Ystad)
- Hjalmar Sjövall, rektor, f. 1844 (för Trelleborg, Skanör, Falsterbo, Simrishamn och Ängelholm)

## Hallands län
- Johannes Bengtsson i Bjärnalt, lantbrukare, f. 1844 (för Halmstads och Tönnersjö härad)
- Gustaf Gyllensvärd, lantbrukare, f. 1848 (för Höks härad)
- Anders Peter Johansson i Stensjö, lantbrukare, f. 1852 (för Årstads och Faurås härad)
- Anders Olsson i Tyllered, lantbrukare, f. 1849 (för Himle härad)
- Aaron Norrman, kontraktsprost, f. 1846 (för Hallands norra domsaga)
- Anders Apelstam, grosshandlare, f. 1855 (för Halmstad)
- Carl Henrik Björck, provinsialläkare, f. 1844 (för Hallands mindre städer)

## Göteborgs och Bohus län
- Emil Baaz (för Askims och Sävedals härad)
- Carl Grundell (för Västra och Östra Hisings härad)
- Pehr Andreasson (för Inlands domsaga)
- Johannes Laurell, f. 1852 (för Lane och Stångenäs härad)
- Carl Wallentin (för Tunge, Sotenäs och Sörbygdens härad)
- Axel Ljungman, zoolog, f. 1841 (för Orusts och Tjörns domsaga)
- Hans Holmlin, rektor, f. 1844 (för Norrvikens domsaga)
- Ernst Carlson, lektor, f. 1854 (för Göteborgs stad)
- Berndt Hedgren, handlande, f. 1853 (för Göteborgs stad)
- Anders Fredrik Liljeholm, folkskollärare (för Göteborgs stad)
- Erik Wijk, affärsman (för Göteborgs stad)
- Karl Gustaf Karlsson, handlande, f. 1856 (för Göteborgs stad)
- Oscar Bergius, vice häradshöfding
- Georg Liljenroth, f. 1841 (för Göteborgs stad)
- Olof Melin, grosshandlare (för Göteborgs stad)
- Theodor Lundgren, vicekonsul, f. 1837 (för Uddevalla och Strömstad)

## Älvsborgs län
- Nils Anderson i Lydde, fabriksägare (för Marks härad)
- Gustaf Odqvist, godsägare, f. 1847 (för Vedens och Bollebygds härad)
- Carl Axel Carlsson, lantbrukare, f. 1833 (för Flundre, Väne och Bjärke domsaga)
- Sixten Oskar Nylander, ingenjör (för Kinds härad)
- Johan Johanson i Valared, lantbrukare, f. 1850 (för Redvägs härad)
- Elof Nilsson, lantbrukare, f. 1844 (för Vättle, Ale och Kullings domsaga)
- August Hallqvist, kyrkoherde, f. 1847 (för Ås och Gäsene domsaga) (avled 11 februari 1898)
  - Ersatt av Tor Lundblad, (för Ås och Gäsene domsaga) (från 1898)
- Bengt Dahlgren, lantbrukare, f. 1836 (för Nordals, Sundals och Valbo domsaga)
- Johan Magnus Johansson, lantbrukare, f. 1843 (för Tössbo och Vedbo domsaga)
- Wilhelm Lothigius, landshövding (för Vänersborg och Åmål)
- Alfred Sandwall, bryggare, f. 1839 (för Borås stad)
- Daniel Restadius, statsråd (för Alingsås, Ulricehamn, Marstrand och Kungälv)

## Skaraborgs län
- Magnus Bergmark, major (för Åse, Viste, Barne och Laske domsaga)
- Anders Andersson i Backgården, hemmansägare (för Kinnefjärdings, Kinne och Kållands domsaga)
- David Holmgren, kyrkoherde (för Skånings, Vilske och Valle domsaga)
- Lars Johan Jansson, hemmansägare (för Gudhems och Kåkinds domsaga)
- Carl Persson i Stallerhult, lantbrukare (för Vartofta och Frökinds domsaga)
- Sten Nordström, hemmansägare (för Vadsbro norra domsaga)
- Gustaf Bergendahl, löjtnant  (för Vadsbro södra domsaga)

## Värmlands län
- Olof Anderson i Hasselbol, hemmansägare (för Visnums, Väse och Ölme härad)
- Gustaf Jansson i Krakerud, hemmansägare, f. 1839 (för Älvdals och Nyeds domsaga)
- Gullbrand Elowson, lektor, f. 1835 (för Karlstad)
- Anders Fredrik Broström, boktryckare, f. 1835 (för Kristinehamn, Filipstad och Askersund)

## Örebro län
- Anders Petter Gustafsson i Sjögesta, lantbrukare, f. 1852 (för Glanshammars och Örebro härad)
- Folke Andersson i Helgesta, hemmansägare, f. 1829 (för Askers och Sköllersta härad)
- Lars Eriksson i Bäck, hemmansägare, f. 1855 (för Lindes domsaga)
- Enar Sahlin, skolman (för Örebro stad)
- Johan Johansson i Noraskog (för Nora domsaga)

## Västmanlands län
- Gustaf Olsson i Frösvi, hemmansägare (för Västmanlands södra domsaga)
- Per Ersson (för Västmanlands västra domsaga)
- Anders Andersson i Olsbenning, hemmansägare (för Västmanlands norra domsaga)
- Adolf Ericson i Ransta, godsägare, f. 1849 (för Västmanlands östra domsaga)
- Carl Johan Hammarström, hovslagare, f. 1842 (för Köping, Nora, Lindesberg och Enköping)
- Maximilian Schenström, häradshövding (för Västerås)
- Jakob Persson, rektor, f. 1839 (för Arboga och Sala)

## Kopparbergs län
- Daniel Persson i Tällberg, hemmansägare, f. 1850 (för Leksands tingslag)
- Ollas Anders Ericsson, hemmansägare, f. 1858 (för Gagnefs och Rättviks tingslag)
- Anders Hansson i Solberga, hemmansägare, f. 1839 (för Falu domsagas södra tingslag)
- Samuel Söderberg, nämndeman, f. 1859 (för Falu domsagas norra tingslag)
- Jan Petter Jansson, bergsman, f. 1854 (för Grangärde, Norrbärke och Söderbärke tingslag)
- Valdemar Vahlin, läroverksadjunkt, f. 1838 (för Dalarnas städer)
- Back Per Ersson, bergsman och hemmansägare, f. 1840 (för Hedemora domsaga)

## Gävleborgs län
- Per Olsson i Fläsbro, hemmansägare (Hälsinglands norra domsaga)
- Johan Ericsson i Vallsta, hemmansägare, (för Västra Hälsinglands domsaga)
- Jonas Johnsson i Bollnäs, trävaruhandlare, f. 1837 (för Södra Hälsinglands domsagas västra tingslag)
- Nils Hansson i Berga, hemmansägare, f. 1835 (för Södra Hälsinglands domsagas östra tingslag)
- Olof August Brodin, skeppsbyggmästare, f. 1840 (för Gävle)
- Paul Petter Waldenström, präst (för Gävle)
- Julius Centerwall, rektor, f. 1844, (för Söderhamn)

## Västernorrlands län
- Johan Nordin, folkskollärare, f. 1843 (för Medelpads västra domsaga)
- Gustaf Thor, faktor (för Sköns tingslag)
- Erik Eriksson i Kväcklingen, hemmansägare, f. 1857 (för Njurunda, Ljustorps och Indals tingslag)
- Johan Nydahl, skolföreståndare (för Ångermanlands södra domsaga)
- Wilhelm Styrlander, polisuppsyningsman, f. 1854 (Ångermanlands mellersta domsaga)
- Oswald Emthén, lantbrukare, f. 1853 för (Ångermanlands västra domsaga)
- Per Gustaf Näslund, hemmansägare (för Nätra och Nordingrå tingslag) (avled 23 mars 1898)
  - ersatt av: Carl Bergström, lantbrukare (för Nätra och Nordingrå tingslag) (från 27 april 1898)
- Carl Öberg, hemmansägare (för Själevads och Arnäs domsaga)
- Gustaf Ryding, f.d. talman (för Härnösand och Örnsköldsvik)
  - ersatt av: Henrik Öhngren, v.konsul, f. 1853 (för Härnösand och Örnsköldsvik)
- Magnus Arhusiander, grosshandlare (för Sundsvalls stad)

## Jämtlands län
- Johan Nordin, folkskollärare (för Jämtlands norra domsaga)
- Olof Walter, handlare, nämndeman (för Jämtlands västra domsaga)
- Jöns Bromée, lantbrukare (för Jämtlands östra domsaga)
- Per Norberg, hemmansägare (för Härjeådalens domsaga)
- Sven Kardell, lektor (för Östersund och Hudiksvall)

## Västerbottens län
- Adolf Wiklund i Brattfors, lantbrukare (för Nordmalings, Bjurholms och Degerfors tingslag)
- Johan Nilsson i Skravelsjö, hemmansägare, f. 1846 (för Umeå tingslag)
- Lars Dahlstedt, kyrkoherde, f. 1855 (Västerbottens västra domsaga)
- Johan Lundström, hemmansägare, f. 1854 (för Västerbottens norra domsaga)
- Nils Boström, hemmansägare, f. 1844 (Västerbottens mellersta domsaga)
- Jesper Crusebjörn, landshövding (för Umeå, Skellefteå och Piteå)

## Norrbottens län
- Eric Viktor Bäckström, f. 1850 (för Piteå domsaga)
- Nils Wallmark i Smedsbyn, hemmansägare (för Luleå domsaga)
- Harald Ström, v.konsul, f. 1836 (Kalix domsaga)
- Georg Kronlund, häradshövding, f. 1860 (för Torneå domsaga)
- Karl Husberg, landshövding (för Luleå och Haparanda)